# Fa (anyag)

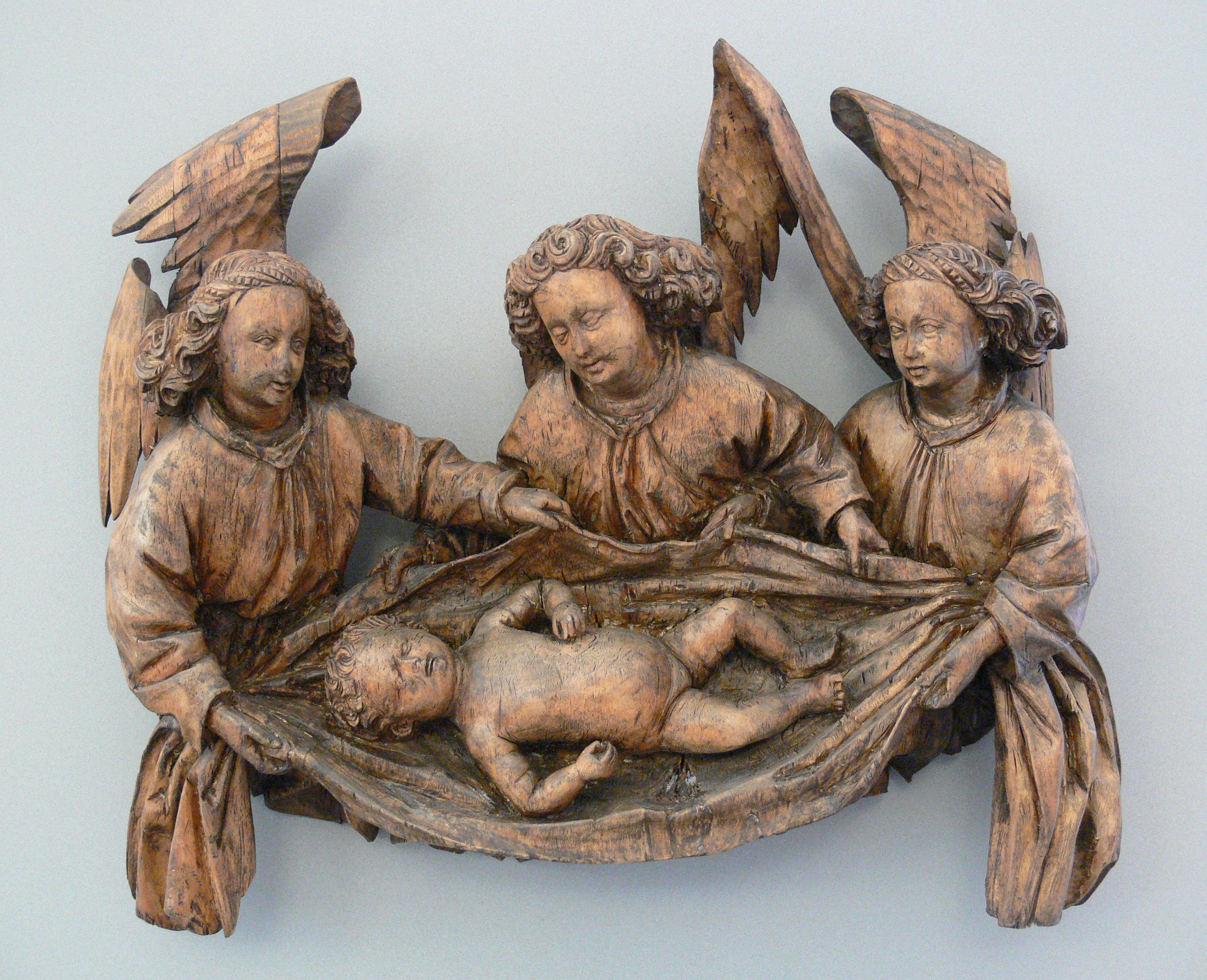
Fából faragott angyalok a kis Jézussal, 15. század

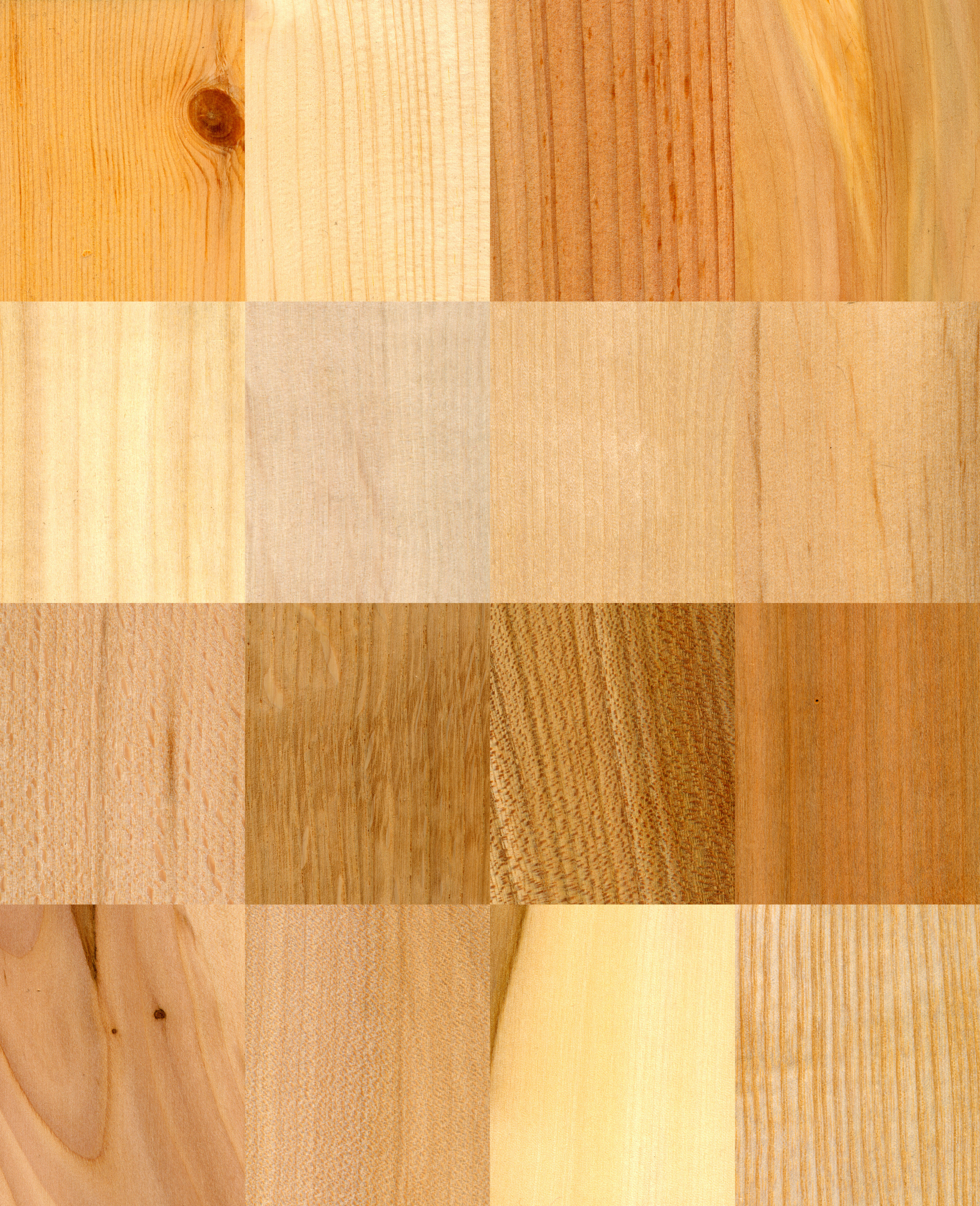
Különböző fatípusok bemutatója

A fa mint anyag kemény, rostos, lignifikálódott szövet, ami a fás növények – fák, cserjék – szárának farészeiből áll. Szövettani szempontból másodlagos xilém, a növény szállítószövet-rendszerének része, ugyanakkor tartó funkciója is van: ez teszi lehetővé, hogy a fák magasra nőjenek és ott széles koronát fejlesszenek.
A fa heterogén, higroszkópos, sejtes szerkezetű és anizotróp anyag. 40–50%-ban cellulóz, 15–25%-ban hemicellulóz rostokból áll, melyek közé a lignifikáció során 15–30% lignin rakódik. Tartalmazhat még gyantát, zsírokat, olajokat, viaszt, csersavat, színes és ásványi anyagokat. A frissen vágott fában 20–50%, a levegőn szárítottban 10–20% víz van.
A fát mint nyersanyagot az emberiség ősidők óta sok mindenre használja. Elégeti, hogy világítson, hőt termeljen vele, mechanikai tulajdonságait kihasználva eszközöket, műalkotásokat, járműveket, bútorokat, építményeket, épületeket hoz létre belőle, kémiai átalakításokkal faszenet, cellulózt, gyógyszereket, egyéb vegyi anyagokat gyárt belőle. A kitermelt fát sok hagyományos mesterség mellett elsősorban a faipar és a vegyipar hasznosítja.

## Az élő fa
A fák évelő, fás szárú növények. Három jól elkülöníthető részük van: a gyökér, a törzs és az ágakat, leveleket magában foglaló korona. Magasságuk néhány métertől akár 50–100 méterig, törzsük átmérője 10 centimétertől több méterig terjedhet. Nincs rá egyértelmű szabály, de az ennél kisebb, vagy a föld fölött rögtön elágazó fás növényeket inkább cserjének nevezik. Faanyagként leginkább a törzsüket hasznosítják. Kívülről befelé haladva a következő részekből épül fel:

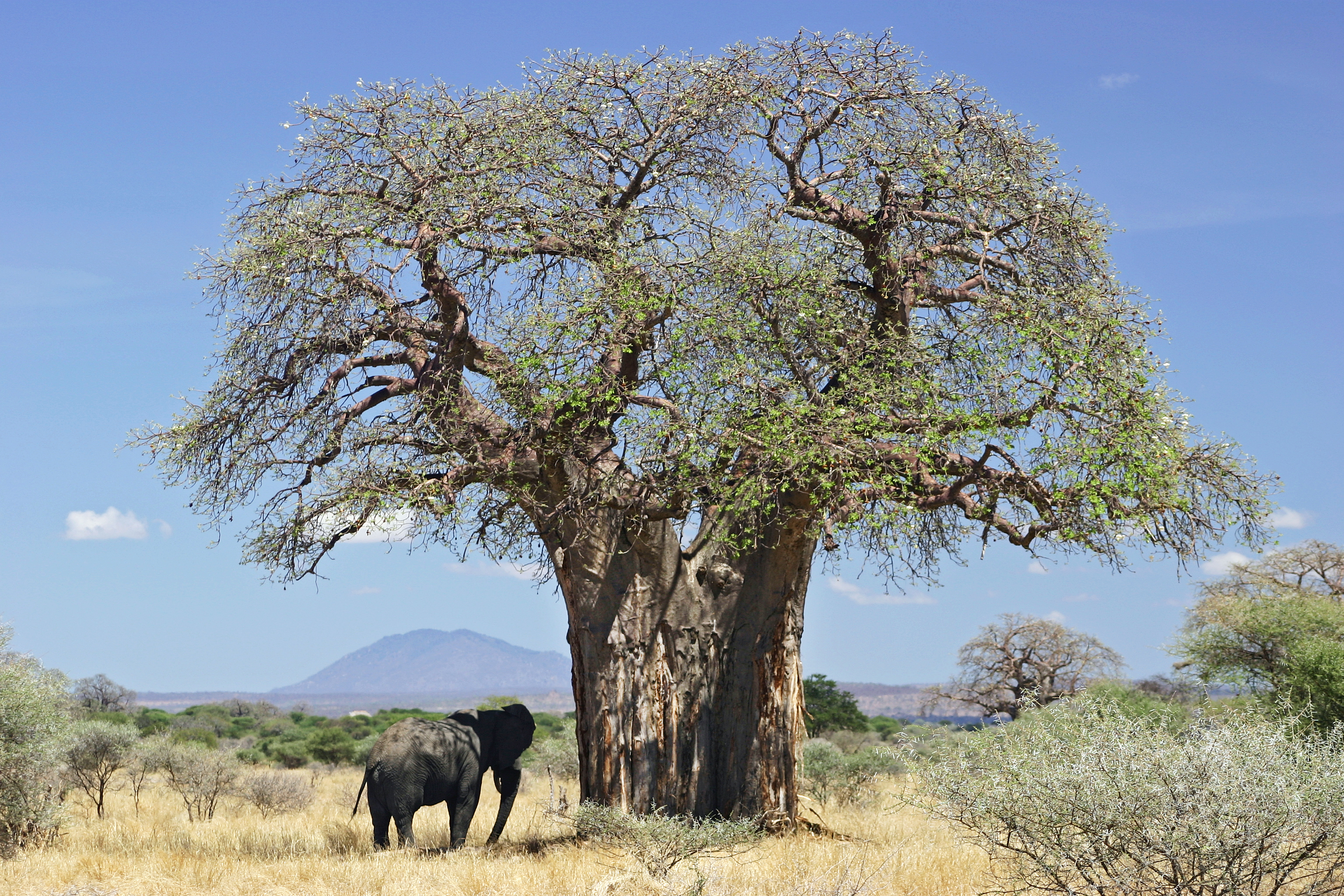
Majomkenyérfa (Adansonia digitata) Tanzániában

- Kéreg. A fa testének külső, a külvilággal érintkező része. Külső, elhalt pararétegből és a belső rostrétegből áll. Megakadályozza a fa kiszáradását, védi a környezeti hatásoktól.
- Háncs. A kéreg belső részén lévő, rostos, nem fás szövet. Ennek rostacsövei szállítják a levelekben szintetizált szerves anyagokat oda, ahol a fa felhasználja vagy raktározza azokat.
- Kambium. Osztódó sejtekből álló, szabad szemmel nem látható réteg, amely kifelé a háncs, befelé a fatest sejtjeit hozza létre körkörös rétegekben. A mérsékelt égövi fáknál a kambium évszakonként eltérő ütemben osztódik: tavasszal a legaktívabb, és az első fagyok beálltáig dolgozik, majd télire felfüggeszti működését. Ettől lesz az ilyen fák szerkezete évgyűrűs.
- Fatest. Statikai, tartó szerepe mellett ebben találhatóak azok az elemek, amelyek a gyökértől a levelekig szállítják, raktározzák a vizet és a benne oldott ásványi anyagokat. Elsősorban ez a fa felhasználható, megmunkálható anyaga. Részei a szíjács és a geszt.
- Bél. A fa testének legbelső, középponti része. Nagy üregű, vékony falú sejtekből épül fel. Átmérője néhány millimétertől 1-2 centiméterig terjedhet.

A fát kivágása, a fakitermelés változtatja át élőlényből ipari nyersanyaggá. Jelentősége, hasznossága nagyrészt annak köszönhető, hogy – a lágy szárú növényekkel ellentétben – elhalása, nedvességtartalmának elvesztése után is hosszú ideig megőrzi állagát, kedvező mechanikai tulajdonságait.

## A fatest szerkezete

### Sejtek
A kitermelt, felhasználásra kész fa anyagának túlnyomó része a növény elhalt sejtjeinek sejtfalaiból és az ezek közötti üregekből tevődik össze. E sejtfalak tartósságukat, merevségüket a sejtfalvastagodás során beépülő cellulózrostoknak, keménységüket az ezek közé rakódó ligninnek köszönhetik.
A fonál alakú, hosszú, párhuzamosan futó cellulóz makromolekulák kristályrácsba rendeződve úgynevezett micellumokat alkotnak. A micellumok a nem kristályos részekkel együtt elemi rostokat, micelláris kötegeket, ezek pedig mikrofibrilláris kötegeket képeznek, melyek szövedékei a sejtfalrostok, fibrillumok. Ez utóbbiak alkotják a sejtfal egyes rétegeit, lamelláit, melyekből a végleges sejtfal áll össze. A sejtfal belsejében illetve a felszínén különböző kémiai anyagok halmozódhatnak föl, az előbbi jelenséget inkrusztációnak, az utóbbit adkrusztációnak nevezzük. Inkrusztálódó anyag például a lignin, a festékanyagok, a kova, a kalcium-oxalát, a kalcium-karbonát, a nyálka és a mézga. A para és a viasz viszont többnyire adkrusztálódik.
A fa nem homogén anyag. Különböző formájú, funkciójú, de általában a fa hossztengelye irányában megnyúlt sejtekből épül fel, és e sejtek falai is rostos szerkezetűek. Ez eredményezi a fa anizotróp természetét, vagyis azt, hogy a fizikai hatásokra való reagálása azok irányától is függ.

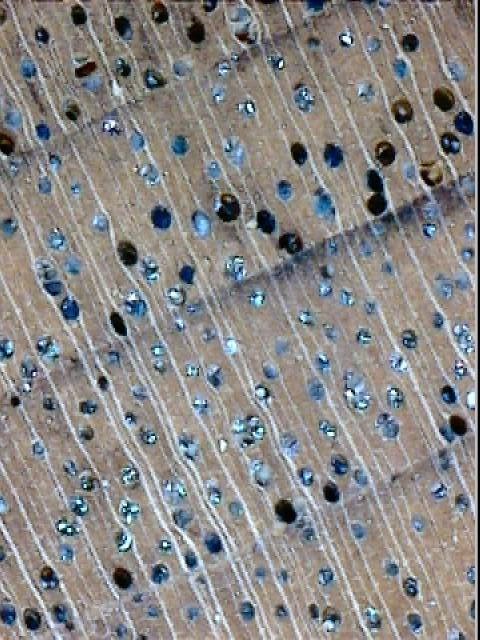
Fekete dió keresztmetszete a mikroszkóp alatt. Jól láthatók az
évgyűrűhatárok (sötétebb vonalak), az edények (pöttyök), a bélsugarak (fehér vonalak).

### Faelemek
A fa sejtjei – eredeti rendeltetésüktől függően – különböző méretűek, alakúak, felépítésűek, a faelemek ezekből és ezek egymásba kapcsolódásaiból keletkeznek. Ezek közül a legfontosabbak:
- Tracheida, vagyis vízszállító sejt. A végein kihegyesedő, hosszúkás, vízszállítást végző, egyetlen sejtből álló elem. Kialakulása után sejtplazmája felszívódik, élettelen.
- Trachea, azaz edény. Egymás után elhelyezkedő megnyúlt, tág üregű sejtekből alakul ki úgy, hogy azok elválasztó falai felszívódnak vagy perforálódnak, a sejtek elhalnak. Az így létrejövő csövecske az élő fában a vizet és a benne oldott ásványi anyagokat szállítja a gyökerektől a levelekhez.
- Faparenchima, eredetileg a fa szövetrendszerének élő, sejtplazmát tartalmazó, kész tápanyagokat továbbító és raktározó eleme. Vékony falú, nagy üregű sejt: ebben állítja elő a fa a színezőanyagokat, alkaloidákat, illóanyagokat, olajokat, kristályos ásványi anyagokat. Viszonylag sok fehérjét tartalmaz, ezért ez a farontó gombák támadásának fő célpontja.
- Farost, erősen vastagodott falú, szűk üregű, hosszúkás, a végein kihegyesedő faelem. Kialakulása után a sejtplazmája felszívódik, élettelen. Szilárdító feladata van.

A fentieken kívül léteznek még átmeneti elemek, mint az edényszerű tracheida, a rostszerű tracheida, a tracheidaszerű edény, a pótlórost, a rekeszes rost.
A bélsugarak vékony falú parenchimatikus sejtjei az élő fában sugárirányban szállítják, raktározzák a tápanyagokat. Minden fatestben megtalálhatók.

### Makroszkópos szerkezet
A fa makroszkópos, vagyis szabad szemmel látható sajátosságai nemcsak az anyag szépsége, felhasználhatósága szempontjából lényegesek, de a fafaj azonosításában is segítségünkre lehetnek. Ezek a jellegzetességek a fatest különböző irányú metszésfelületein különböző módokon mutatkoznak.
Kereszt- vagy bütümetszet a rostirányra, tehát a fa hossztengelyére merőleges metszésfelület. A fa középvonalán, belén áthaladó, a rostokkal párhuzamos metszet a sugármetszet. Húrmetszet minden olyan metszet, ami párhuzamos a rostokkal, de nem halad át a fa belén.
A fa anyagának makroszkópos jellegzetességei:

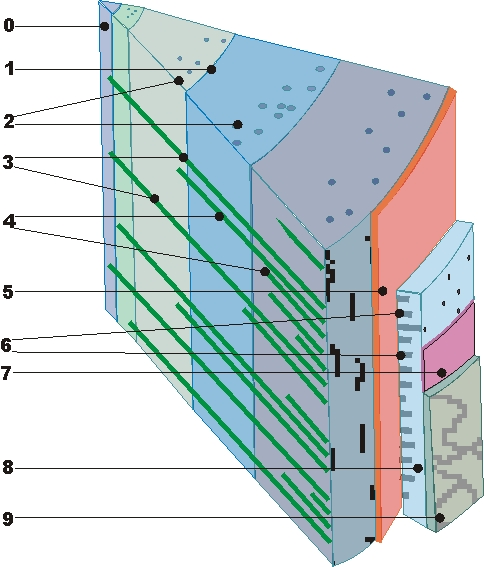
Négyéves fából kimetszett hasáb
0 bél; 1 évgyűrűhatár; 2 gyantajáratok; 3, 4 bélsugarak; 5 kambium; 6 kéregsugarak; 7 parakambium; 8 háncs; 9 parakéreg

- Évgyűrűk. A mérsékelt övi fák mindhárom metszetén felismerhetők, kialakulásukat az évszakok váltakozása okozza. Leginkább a bütümetszeten szembetűnők, mint a bél körüli koncentrikus körök vagy ellipszisek. Az évgyűrűben két pászta különíthető el: a tavaszi vagy korai pászta a tavasszal, az intenzívebb tápanyagfelvétel idején képződött, lazább szövetekből áll, a nyáron létrejött „őszi” vagy kései pászta ennél tömörebb. A sugármetszeten az évgyűrűk párhuzamos vonalakként, a húrmetszeten parabolikus vagy szabálytalan görbékként látszanak. A trópusi fafajoknak nincsenek évgyűrűik, de a csapadékosabb és szárazabb időszakok váltakozása gyakran azokhoz hasonló növekedési zónákat hoz létre.
- Edények, tracheák vagy pórusok. Ha szemmel látható méretűek, akkor a bütümetszeten apró likacsokként, a sugár- és húrmetszeten finom hosszirányú karcok, árkok formájában jelentkeznek. Az edényeket gyakran tilliszek vagy színes mézgaanyagok töltik ki. Állhatnak egyesével, ikerpórust vagy likacssugarat alkotva. Ha a korai pászta edényei feltűnően nagyobb átmérőjűek, mint a kései pásztáé, akkor likacsgyűrűt alkotnak. Ilyenkor gyűrűs likacsú, ellenkező esetben szórt likacsú fáról beszélünk. Az edények gyakran túl kicsik ahhoz, hogy szabad szemmel láthassuk őket.
- Gyantajáratok. A gyanta vízben oldhatatlan, amorf váladékanyag, és általában a sejteken kívüli gyantajáratokban található. A bütümetszeten ezek apró pontok, többnyire a kései pásztában. A gyantatáska több gyantajárat összeolvadásával, a szövetek feloldódásával alakul ki az évgyűrűvel párhuzamosan – szélessége néhány milliméter, hossza több centiméter lehet.
- Bélsugarak. Ha szemmel látható méretűek, akkor a keresztmetszeten a középpontból sugárszerűen szétágazó finom vonalaknak látjuk őket, a sugármetszeten fényes, vonalas, a rostirányra merőleges csíkos rajzolatokként, kisebb vagy nagyobb bélsugártükrökként, a húrmetszeten orsó alakú rövid vonalkákként. Színük a fa alapszínénél világosabb, vele azonos, vagy sötétebb is lehet. Állhatnak egyedül vagy halmozottan, az évgyűrűk határán megvastagodhatnak.
- Parenchimák. A környező szöveteknél világosabb színükkel különülhetnek el a bütümetszeten. Különböző helyeken, sokféle elrendezésben csoportosulhatnak.

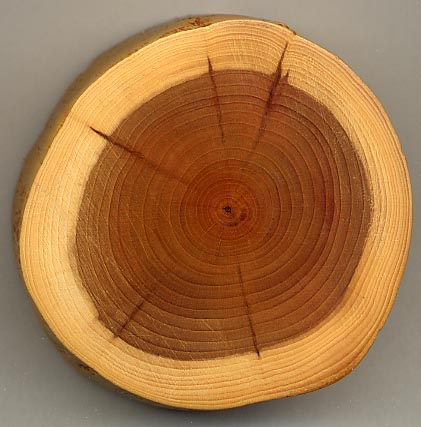
Tiszafa gesztje és szíjácsa

- Geszt és szíjács. Az élő fa növekedése során a belül elhelyezkedő évgyűrűk szöveteit fokozatosan kikapcsolja az életműködésből. Ezekbe a szövetekbe tartósító anyagok, lignin, fagumi, csersav, festékanyag, ásványi sók épülnek be, és kizárólag mechanikai, tartó funkciójuk marad meg. A fatestnek ez a része a geszt. Az ezt körülvevő, a kéregig tartó, a fa életfolyamataiban még részt vevő szövetek összessége a szíjács. A geszt legtöbbször sötétebb, mint a szíjács; határvonaluk általában egy évgyűrű, a két rész átmenete lehet éles vagy fokozatos. A geszt kiterjedése az egyes fafajokra jellemző tulajdonság. A kitermelt faanyagban a geszthez hasonlóan nyilván a szíjács is elhal, de mivel ebbe nem épülnek be a gesztet tartóssá tevő anyagok, faanyagként a szíjács illetve a széles szíjácsú fák gyakran gyengébb minőségűek, mint a geszt, a széles gesztű fák.

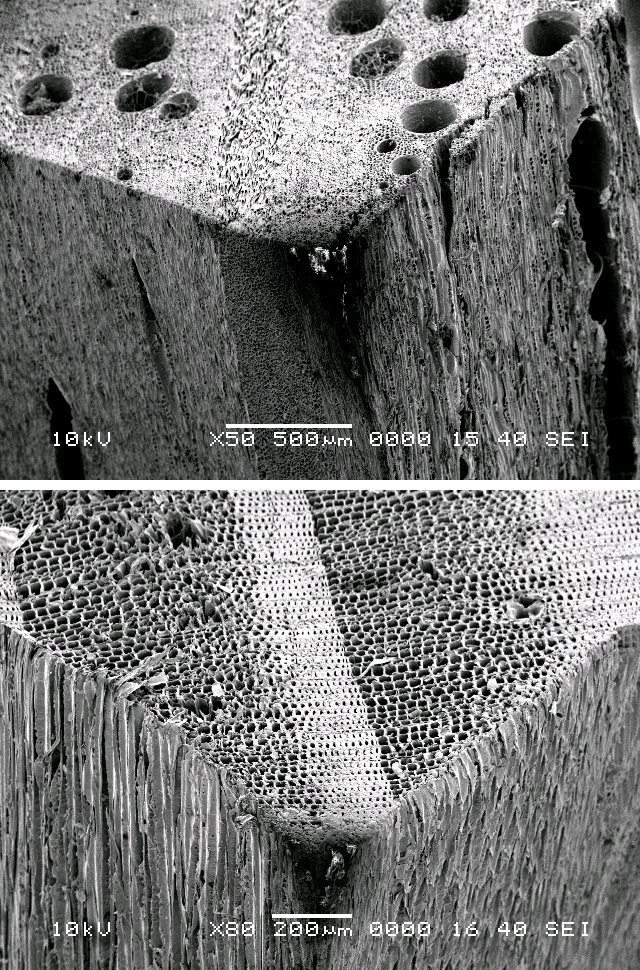
Lombos és tűlevelű fa mikroszkópos képe, jól látható középen az évgyűrűhatár, az edények, a tracheidák

### Lombos és tűlevelű fák
A faanyagokat felépítésük, tulajdonságaik éles eltérései alapján a lombos illetve tűlevelű kategóriákba soroljuk aszerint, hogy a zárvatermők törzsébe vagy a fenyőalakúak rendjébe tartozó növényből származnak-e.
- A lombos fák felépítése a tűlevelűekénél jóval összetettebb. Az élő fában a vizet változatos formájú edények, tracheák szállítják, a tracheidák szerepe másodlagos, egyes fajoknál ezek hiányozhatnak is. Az edények az évgyűrűben szórtan vagy gyűrűszerűen helyezkednek el, gyakran nagyok. A fatestet külön elemek, a farostok, rosttracheidák szilárdítják. Több a faparenchima.
- A tűlevelű fák felépítése egyszerűbb. A fatest túlnyomórészt tracheidákból áll, ezek jóval hosszabbak, mint a lombos fákban. Edényei nincsenek. A tracheidák nemcsak a folyadékot továbbítják, hanem ezek dolga a fa szilárdítása is: a korai pásztákban létrejövő elemek inkább a vizet szállítják, a kései pászta vastagabb falú, szűkebb üregű elemeinél a szilárdító szerep kerül előtérbe. Parenchima kevés van, vagy nincs is. Több fafaj testét gyantajáratok hálózzák be.

### Trópusi fák
A trópusi fafajok szövete nem tér el lényegesen a mérsékelt égövi fákétól, de néhány különbség azért megfigyelhető:
- A trópusi fák felépítése egyenletesebb, mivel a trópusi éghajlaton a fa viszonylag folyamatosan, megszakítás nélkül fejlődik, így nem alakulnak ki benne évgyűrűk, eltérő mechanikai tulajdonságú zónák.
- A mérsékelt égövi szórt likacsú fák pórusainak átmérője általában kicsi, míg a trópusi szórt likacsú fák pórusai gyakran nagyok.
- A trópusi fafajok szövetében sok a parenchima – esetenként a fa tömegének nagyobbik fele is lehet. A felhasználása során ez akkor lehet kényelmetlen, ha ezek a vékony falú sejtek csomókba rendeződve itt-ott meggyengítik a fa struktúráját.
- A trópusi fákban gyakoriak a gyantajáratok, a latex- és kaucsukjáratok; ezek gyakran táskákat alkotnak.

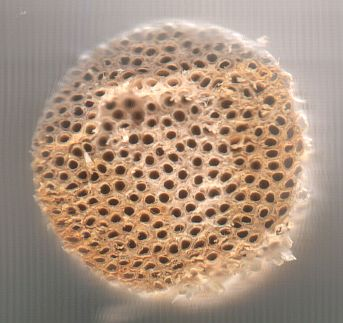
Rattan keresztmetszete

### Egyszikű fás növények
Az egyszikűek osztályában is találhatók fás növények. A bambuszok, pálmafélék, a nádbútorok gyakori anyagaként használt rattan fás anyaga alapvető vonásaiban különbözik az eddig tárgyaltaktól. Míg a tűlevelű és lombos fák esetében a vastagsági növekedést a fatestet körbefogó kambium osztódása eredményezi, az egyszikűeknél ez nem jellemző. A fatest itt nem a külső felületén körkörösen képződő új sejtek révén vastagodik, hanem az anyag egész térfogatában. A belső részek növekedése kívül feszültségeket, húzóerőt kelt. Ez a feszültség eredményezi a pálmafélék anyagának laza szerkezetét, a kemény anyagú bambuszféleségeknél ez a feszültség úgy oldódik meg, hogy belsejükben üreg alakul ki.

## A fa tulajdonságai

### Szag

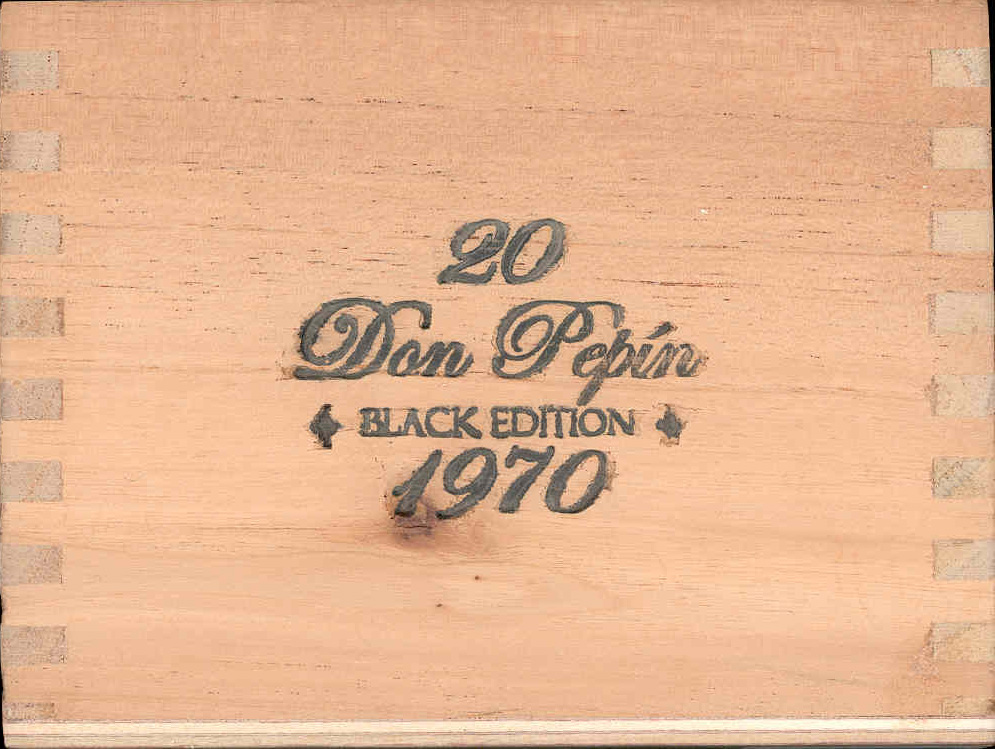
Szivarláda-fa

A fák gyakran szagosak, illatosak, elsősorban azok, amelyek illóolajokban gazdag gyantaféléket, balzsamokat tartalmaznak. A frissen termelt, frissen megmunkált fa szaga erősebb; idővel teljesen el is tűnhet: ez okozza például az erdeifenyő faanyagát feldolgozó asztalosműhelyek, vagy akár a frissen vágott karácsonyfa jellemző gyantaillatát. Szaguk miatt egyes fafajok bizonyos – főleg élelmiszeripari – termékek tárolására nem alkalmasak. Más esetekben tudatosan használják fel a fa illatát, például a kubai szivarok hagyományos csomagolásakor a cedrela, „szivarláda-fa” dobozoknál a szivar aromájának gazdagítására. A valódi cédrusfából készült szekrények, fiókok állítólag távol tartják a ruhamolyokat. Az illatos kámforfa valaha az árnyékszékek komfortját emelte. A fából nyerhető illatanyagokat, mint amilyen a szantálfaolaj, a kozmetikai ipar hasznosítja.
Egyes trópusi fafajok aromatikus pora, illóanyagai nyálkahártya-gyulladást, bőrgyulladást, fejfájást, hányingert okozhatnak.
- Illatos fák: cédrus, ciprus, rio paliszander, cedrela, guajakfa.

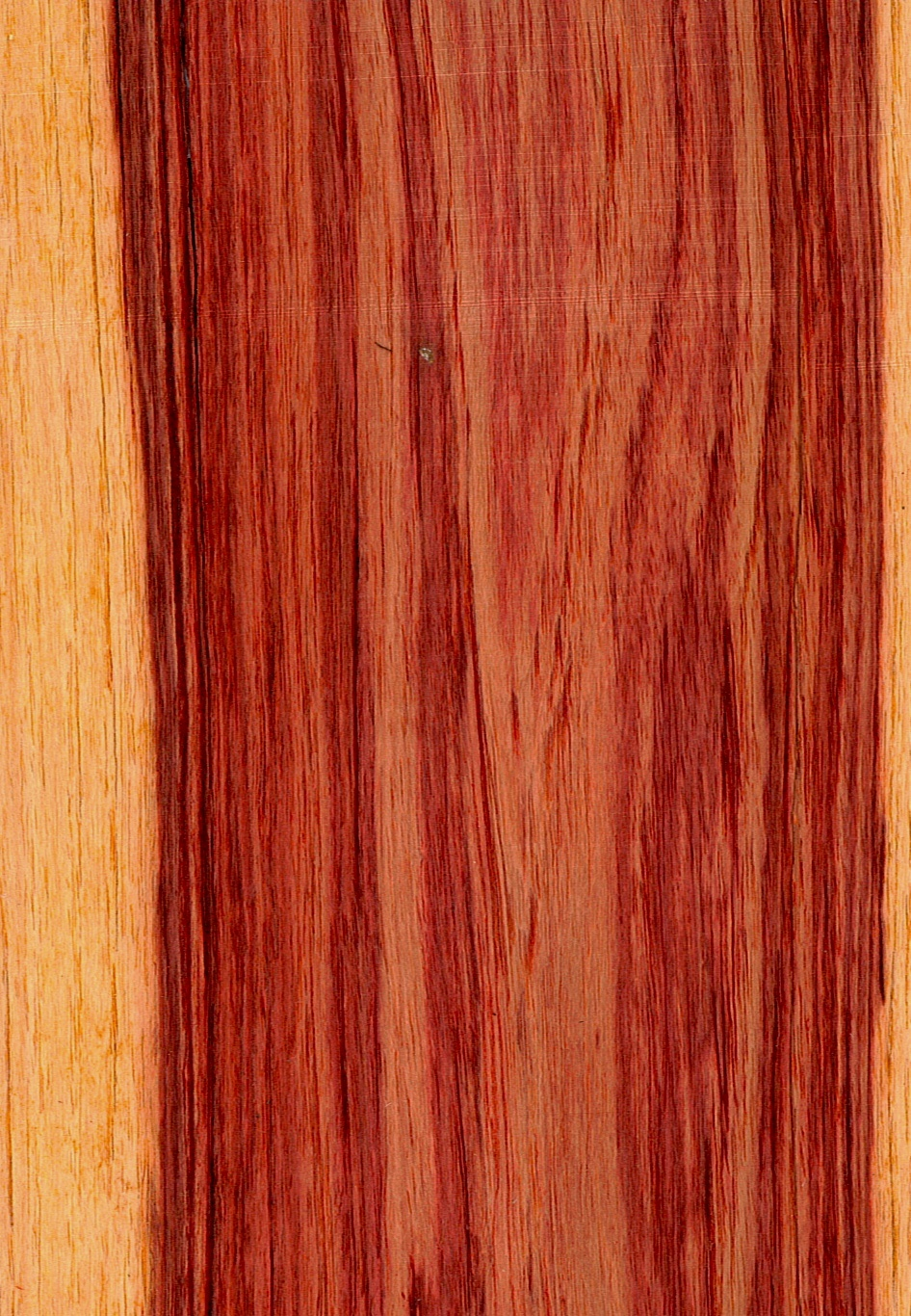
Bahia-rózsafa (Dalbergia variabilis) furnérja

### Szín
Amikor a fa színéről beszélünk, valójában egy sokrétű, összetett jelenségről van szó. A fa durva- és finomszerkezete bonyolult, a különböző irányú metszeteken teljesen eltérő képet mutat, ráadásul a fény nem közvetlenül a fa felszínéről verődik vissza, hanem kis mértékben behatol a fa anyagába, ahol a különböző faelemek eltérő módon hatnak rá. A finom pórusok lágy, selymes hatásúak a fény szóródása miatt, a bélsugarak viszont gyakran kis tükrökként verik vissza a fényt, kristályos csillogást adva a felületnek. A fa színe, fénye, megjelenése ezért nagyban függ a megvilágítás irányától is. De éppen ez a gazdagság, változékonyság adja a fa különleges szépségét, varázsát, ami értékes használati tárgyak, bútorok, szobrok, hangszerek készítésekor kap jelentőséget.
A különböző fajhoz, alfajhoz tartozó, különböző helyeken termett fák színskálája a majdnem fehértől a sárgán, narancssárgán, barnán, szürkén, vörösön, ibolyaszínen át egészen a feketéig terjed. Ebből a trópusi fafajok mutatnak különösen nagy színgazdagságot, szinte csak a tiszta kék és az élénk zöld hiányzik a palettáról. Általában a gesztnek van sötétebb, tüzesebb színe, a szíjács legtöbbször világosabb, szürkésebb.
Ha a fának eltérő színű, árnyalatú évgyűrűhatárai vagy növekedési zónái vannak, azok a fa különböző metszetű felületein jellegzetes erezetként, rajzolatként jelentkeznek. Egyes faanyagokban a farostok irányeltérései a megvilágítás irányától függően fényesebb és sötétebb területekből álló dekoratív mintázatot eredményeznek.
A fa színe hőkezeléssel, gőzöléssel sötétebbé, melegebbé, a rostok telítésével mélyebbé tehető, pácokkal, színezékekkel teljesen meg is változtatható. A fa levegővel, fénnyel érintkező felületei idővel sötétednek, szürkülnek vagy fakulnak.
- Élénk színű fák: bukszus (sárga), paduk (narancs, vörös), amarantfa (bíbor).
- Fekete fák: ébenfa, grenadilfa.

### Sűrűség

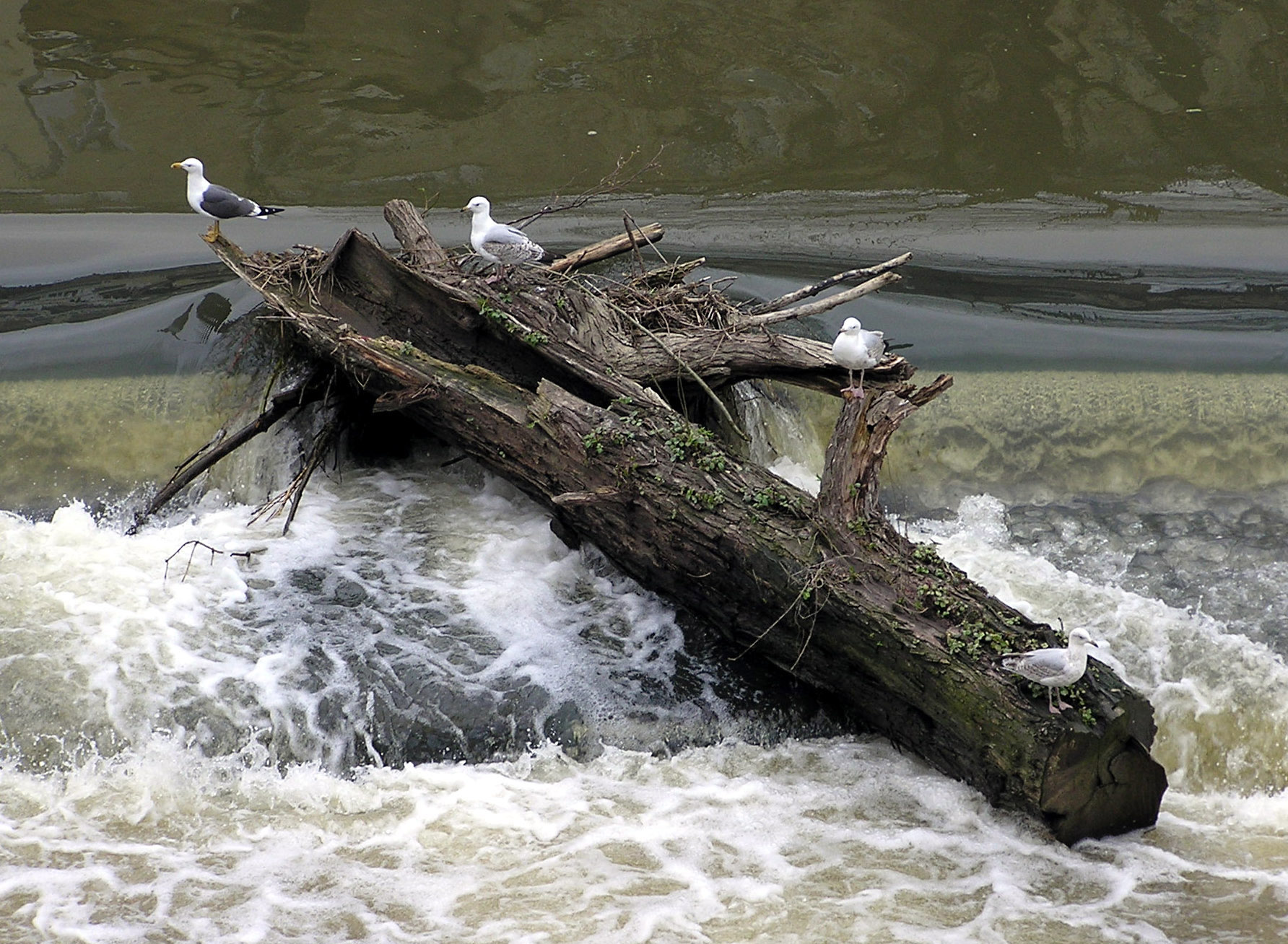
Uszadékfa és víz

A fa sűrűsége nagyon fontos jellemző, amiből a fa egyéb fizikai tulajdonságaira is következtethetünk. Mértékegysége g/cm³ (gramm per köbcentiméter), angol nyelvű irodalomban gyakran pcf (pounds per cubic foot).
1 pcf = 0,016 g/cm³.
Mivel a fa higroszkópos anyag, sűrűsége erősen függ a nedvességtartalmától, ezért fontos tudnunk, hogy egy adott érték nyers, azaz élőnedves anyagra, légszáraz (12%–18% nedvességtartalmú) vagy abszolút száraz anyagra vonatkozik-e. A légszáraz fára gyakran a lutro rövidítés utal (német lufttrockenes Holz), az abszolút szárazra az atro (német absolut trockenes Holz). Így például egy bizonyos faféleségből 1 atro tonna tömeg nagyobb térfogatot, nagyobb mennyiséget képvisel, mint 1 lutro tonna.
Az egyes fafajok anyagának sűrűsége jelentősen különbözhet, a balsafáé például 0,13 g/cm³, a guajakfáé 1,4 g/cm³ körüli, noha a szilárd része, a sejtfal sűrűsége viszonylag szűk határok között marad. A cellulóz sűrűsége 1,58 g/cm³, a ligniné 1,38–1,41 g/cm³, a legnagyobb részben ezekből az anyagokból összeálló sejtfalak 1,52 és 1,62 g/cm³ közötti sűrűségűek. A fafajok sűrűségének nagy különbségeit tehát nem anyaguk különbözősége okozza, hanem anatómiai sokféleségük – elsősorban pórusosságuk, a beléjük zárt levegő mennyiségének különbözősége.
A fa sűrűsége nemcsak a fajtól függ, de a fa termőhelyétől, annak éghajlatától is, és egyazon fatesten belül is változhat.
Régebbi szakkönyvekben, táblázatokban a sűrűség helyett gyakran az ezzel arányos fajsúly, térfogatsúly szerepel, mértékegysége mN/cm³. Ha értékét elosztjuk a földi nehézségi gyorsulással (kerekítve 10 m/s²), megkapjuk a sűrűséget.

### Nedvesség
A friss, élőnedves fában a víz kétféle módon van jelen: a sejtüregekben szabad, cseppfolyós alakban, illetve a sejtfalak molekulái között megkötött formában. A fa száradásakor először a sejtüregekben található víz távozik el, ekkor a fa tömege, sűrűsége csökken, de mechanikai tulajdonságai nem változnak számottevően. E folyamat végén már csak a fa rostjai tartalmaznak vizet: ezt az állapotot rosttelítettségi pontnak nevezzük. Mérsékelt égövi fáknál ez a pont 25–30% nedvességtartalmat jelent, trópusi fák esetén tágabb határok között, 14–60% között lehet. Ez után a további száradás már a fa mechanikai tulajdonságaira is erősen kihat, innentől kezdve a fa zsugorodik, ugyanakkor keményebbé, nehezebben megmunkálhatóvá válik. A száraz fa nedvesebb légköri viszonyok közé kerülve vagy vízbe merítve viszont újra nedvességet vesz fel, amíg a nedvességi egyensúly a fa és környezete között helyre nem áll. Eközben a fa dagad.
Ez az alakváltozás a fa anizotróp jellegéből adódóan különböző irányokban más és más mértékű. A zsugorodás és a dagadás a legkisebb a fa rostjainak irányában (0,1–0,6%), arra merőlegesen sugárirányban jóval nagyobb (3–8%), és legnagyobb húrirányban, az érintők irányában (5–18%). A fa dagadásakor fellépő erők hatalmasak lehetnek, felületegységre vetítve elérhetik a 10 000 N/cm² nagyságrendet is. A különböző irányú elmozdulások eltérő mértéke az anyagban feszültségeket kelt, bizonyos esetekben deformációt – vetemedést, repedést stb. – okozhat. Ezt csak szakszerű kezeléssel, tárolással lehet megelőzni.
A fa zsugorodásának és dagadásának, vagy ellenkezőleg: használat közbeni stabilitásának mértéke fafajonként változó, a felhasználhatóság szempontjából lényeges tulajdonság.

### Keménység

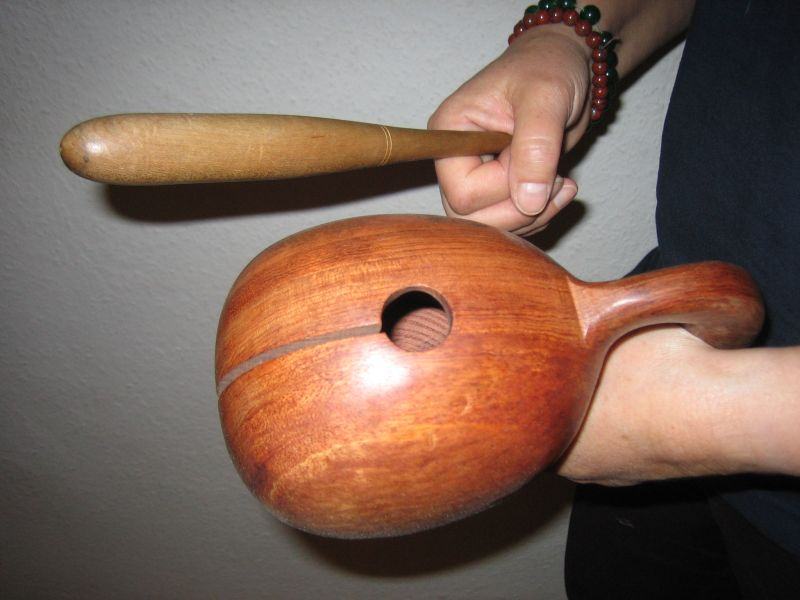
A fa keménységének kihasználása idiofon hangszerben (moktak)

A faanyag egyik legfontosabb, a mindennapokban legtöbbször emlegetett tulajdonsága a keménysége. E sajátosság alapján különböztetünk meg puha- és keményfát, lágy- és keménylombos anyagot.
Keménységnek azt az ellenállást nevezzük, amelyet az anyag egy másik test behatolásával szemben kifejt. A különböző fafajok anyaga különböző keménységű lehet, de a sűrűség és a keménység között – azonos nedvességtartalom esetén – szoros összefüggés van. Ugyanabban a fatestben a geszt keményebb a szíjácsnál, mérsékelt égövi fák évgyűrűiben a kései pászta keményebb, mint a korai. A rostiránnyal párhuzamosan mért keménység nagyobb, legalább kétszer akkora, mint a rostirányra merőleges. A keménység nagyban befolyásolja a szilárdságot, a kopásállóságot és a megmunkálhatóságot.
Meghatározásának egyik ismert eljárása a Brinell-féle módszer. A Brinell-keménység mérésekor 10 mm átmérőjű golyót nyomnak adott nagyságú erővel a fatestbe, a keménységre az így okozott horpadás átmérőjéből lehet következtetni. Fa esetén leggyakoribb mértékegysége a MPa, azaz megapascal. A Janka-féle eljárás – ami kimondottan faanyagok keménységét méri – ennek fordítottja: egy 11,28 mm-es, átmérője feléig az anyagba benyomott golyó mindig 1 cm² felületre hat, az ekkora benyomódáshoz szükséges erő adja meg közvetlenül a Janka-keménység mérőszámát. A fával dolgozó mesteremberek munkájuk során a fa keménységét ezekhez hasonló módon becsülik meg: hüvelykujjuk körmét megpróbálják az anyagba mélyeszteni, és ha semmilyen, vagy csak alig észrevehető nyom marad a felületen, akkor keményfáról, máskülönben a nyom mélységétől függően közepes keménységű, illetve puhafáról van szó.

### Szilárdság
A szilárdság az anyag különböző igénybevételekkel: nyomással, húzással, hajlítással, nyírással stb. szembeni ellenállása. Ha az igénybevétel nagyobb feszültséget okoz, mint az adott anyag részecskéit összetartó erő, az anyag szerkezete megbomlik: eltörik, elszakad, elreped stb. A különböző igénybevételeknek megfelelő szilárdság az a feszültség, amelynél ez bekövetkezik. Ezeket a feszültségeket jobbára meghatározott felületen, keresztmetszeten ható erőkként írjuk le, tehát erő/felület jellegű mennyiségek. Mértékegységük lehet N/cm² (newton per négyzetcentiméter), SI-mértékegységrendszerben kPa (kilopascal) vagy MPa (megapascal), angol nyelvű irodalomban gyakran psi (pounds per square inch).
1 MPa = 100 N/cm² = 1000 kPa; 1 psi = 6,895 kPa.
A fa szilárdsága függ annak keménységétől, nedvességtartalmától, göcsösségétől, az igénybevétel irányától, ismétlődésétől és sebességétől.
NyomószilárdságA nyomással szembeni ellenállás. A fa rostjaival párhuzamosan mért nyomószilárdság a rostokra merőleges érték akár tízszerese is lehet. Legalacsonyabb a lágylombos, közepes a fenyőfélék, legmagasabb a keménylombos fák nyomószilárdsága. A nedvességtartalom 1%-os növekedése a nyomószilárdságot 4–6%-kal csökkenti.
HúzószilárdságA húzással szembeni ellenállás. Rostirányban értéke rendszerint nagyobb, mint a megfelelő nyomószilárdságé (néha kétszer akkora is lehet), a rostokra merőlegesen viszont nagyon kicsi. A gyakorlatban főleg ez utóbbi körülményt fontos figyelembe venni: ezért van, hogy a fa bizonyos igénybevételeknél, száradáskor gyakran megreped, hasad. A nedvességtartalom 1%-os növekedése a húzószilárdságot kb. 3%-kal csökkenti.
HajlítószilárdságHosszúkás formájú test ellenállása a hossztengelyére merőlegesen ható hajlítóerővel szemben. A hajlítás a faanyag egyik – a hajlítóerő hatására homorúvá váló – oldalán nyomott, a másik oldalán húzott övet alakít ki. A két öv közötti semleges vonal a terhelés növelésével a húzott oldal felé tolódik el, emiatt a húzófeszültség a szélső rostokban rohamosan nő. A fa legtöbbször a húzott övben törik, szakad el. A fa hajlítószilárdsága nagyon jó, ha a rostirány hosszanti, különben gyenge. Értéke függ a fa keménységétől, nyomó- és húzószilárdságától. Rontja, ha a fa göcsös, egyenetlen, ha rostszerkezete nem hosszirányú, főleg akkor, ha ezek a rontó tényezők a legnagyobb hajlítónyomaték helyén vagy annak a közelében és a legkülső, nyomott vagy húzott rétegben fordulnak elő. A nedvességtartalom 1%-os növekedése mintegy 4%-kal csökkenti a hajlítószilárdságot.
NyírószilárdságA nyíróerő hatására keletkező ellenállás (feszültség) az elnyíródás pillanatában a nyíróerő síkjában lévő keresztmetszetben. Értéke a rostokra merőlegesen három-négyszer nagyobb, mint azokkal párhuzamosan.

### Rugalmasság, hajlékonyság

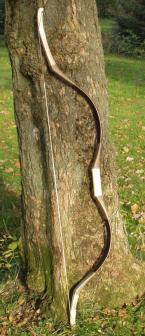
Íj

A külső erők által okozott igénybevételek a testekben alakváltozást okoznak, de az erőhatás megszűntével többé-kevésbé visszanyerhetik eredeti formájukat. Annál rugalmasabbnak tekintünk egy anyagot, minél nagyobb mértékű deformációt képes elviselni maradandó alakváltozás nélkül. A fa rugalmasságát nagyon sok tényező befolyásolja: az alakváltozás anatómiai iránya, az anyag rostszerkezete, keménysége, nedvességtartalma, hőmérséklete stb.
A fa merevsége annál nagyobb, minél nagyobb erő szükséges egy adott mérvű rugalmas alakváltozás eléréséhez. Ennek mértéke a rugalmassági modulus. A fának talán legértékesebb tulajdonsága, hogy rostjaira merőleges irányú hajlító igénybevétel esetén – rugalmassága mellett – tömegéhez képest rendkívüli merevséget mutat. Ez teszi lehetővé, hogy íjat, hangszereket, vízi, szárazföldi és légi járműveket, tetőszerkezeteket, hidat stb. készítsenek belőle.
Nagy nedvességtartalom, magas hőmérséklet hatására a fa ideiglenesen elveszítheti rugalmasságát, meghajlíthatóvá válik, majd új formájában visszanyerheti eredeti merevségét. Ezen alapul például a vesszőfonás ősi mestersége vagy a hajlítottbútor-gyártás.
- Rugalmas, merev fák: kőris, tiszafa.
- Hajlékony, görbíthető fák: dió, nyír
- Gőzöléssel jól hajlítható: bükk, dió, nyír, juhar.

### Szigetelőképesség
A fa üreges szerkezete miatt rossz hővezető, tehát jó hőszigetelő, különösen a kis sűrűségű, vékony sejtfalakból felépülő anyag. A hőszigetelés rostokra merőlegesen kb. kétszer jobb, mint rostirányban, és többszöröse a tömör tégláénak. Ilyen jellegű felhasználásának határt szab, hogy 100 °C fölötti hőmérsékleteken a fában visszafordíthatatlan kémiai átalakulások kezdődnek, még magasabb hőmérsékleten pedig meggyullad.
Alacsony hővezető képessége eredményezi többek között a fa otthonos, meleg tapintását is.
A teljesen száraz fa elektromos szigetelő, de minél nedvesebb, annál jobban vezeti az áramot. Ez teszi lehetővé a fa nedvességtartalmának elektromos áram segítségével történő meghatározását is. A fa tartalmi anyagai, rostszerkezete is befolyással van vezetőképességére.
A fa hangelnyelő képessége jobb, mint mondjuk a betoné vagy a tégláé, ennek ellenére a tapasztalat szerint a fa födémek, lépcsők jobban továbbítják a lépészajokat, mint a más anyagokból készültek. Ezekben az esetekben a fa rugalmas, ugyanakkor könnyű anyagában létrejövő hajlítási hullámok vezetik, sugározzák a hangot. A faanyagnak ez a tulajdonsága teszi azt is lehetővé, hogy hangszerek hangsugárzó alkatrésze, rezonánsa, és sokféle idiofon hangszer készülhessen belőle.
- Jó hőszigetelő: abachi

### Tartósság
A fa tartóssága határozza meg, hogy mennyi ideig képes ellenállni a környezet romboló hatásainak, meddig tud rendeltetésének megfelelni. Ez a tulajdonság az években kifejezett használati időtartammal jellemezhető. A tartósságot egyrészt a fa belső tulajdonságai, másrészt a környezet, a felhasználás helyén uralkodó viszonyok határozzák meg.

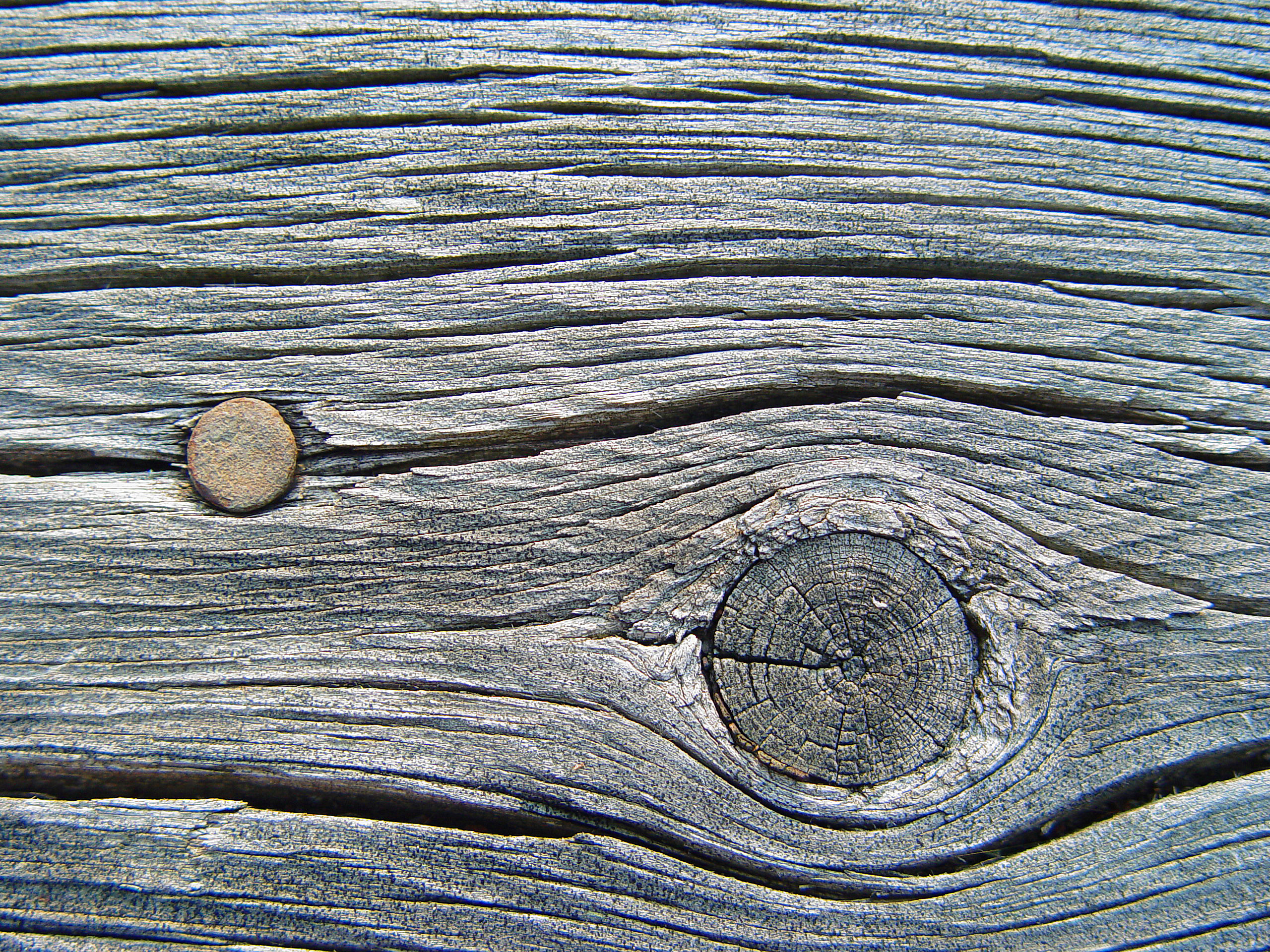
Öreg fa

A fa természetes tartósságára sűrűségéből, a sejtjeinek tápanyagtartalmából, gesztjének színéből, gyanta- és csersavtartalmából következtethetünk. Egy fajon belül legtöbbször a nagyobb sűrűségű anyag a tartósabb, de általában jellemző, hogy a kis és közepes sűrűségű lombos fafajok többsége nem rendelkezik nagy ellenálló képességgel. A farontó gombák, rovarok számára a vonzerőt elsősorban a sejtekben található fehérjék, cukrok, keményítő jelentik, ezek mennyisége nagyban befolyásolja a fa élettartamát. A szíjács ilyen szempontból veszélyeztetettebb, mint a geszt. A geszt színét a belerakódott tartósító hatású festő- és cserzőanyagok határozzák meg, ezért elmondható, hogy a sötétebb geszt általában ellenállóbb. A sejttartalom minősége és mennyisége az évszakokkal változik, a télen kitermelt faanyag e szempontból állítólag kedvezőbb. A fában megszilárduló gyanták és a csersavtartalom növelik a fa tartósságát.
A külső, környezeti tényezők lehetnek fizikai, kémiai természetűek, ilyen például a légkör oxigénjének korróziós hatása, a cellulózoxidáció, vagy a napfény ultraibolya sugárzása általi roncsolás, melyek következtében a felület színe szürkül vagy halványul, az anyag rugalmassága csökken, rideg, törékeny lesz. A biológiai károsítók – baktériumok, farontó gombák, rovarok, tengeri állatok – okozta meghibásodásokat a faanyag betegségeinek nevezzük.
Állandóan száraz helyen minden fafaj eléggé tartós. A nedvesség a farontó gombák egyik életfeltétele, de víz alatt a másik fontos életelemük, az oxigén hiányzik; emiatt az állandóan víz alatt lévő fa szintén sokáig használható marad. A fa élettartama szempontjából a legrosszabb, ha a nedvesség és a szárazság váltakozik, vagy ha állandóan nagyon nedves levegő veszi körül.
- Tartós fák: tölgyek, vörösfenyő, guajakfa.

### Fahibák

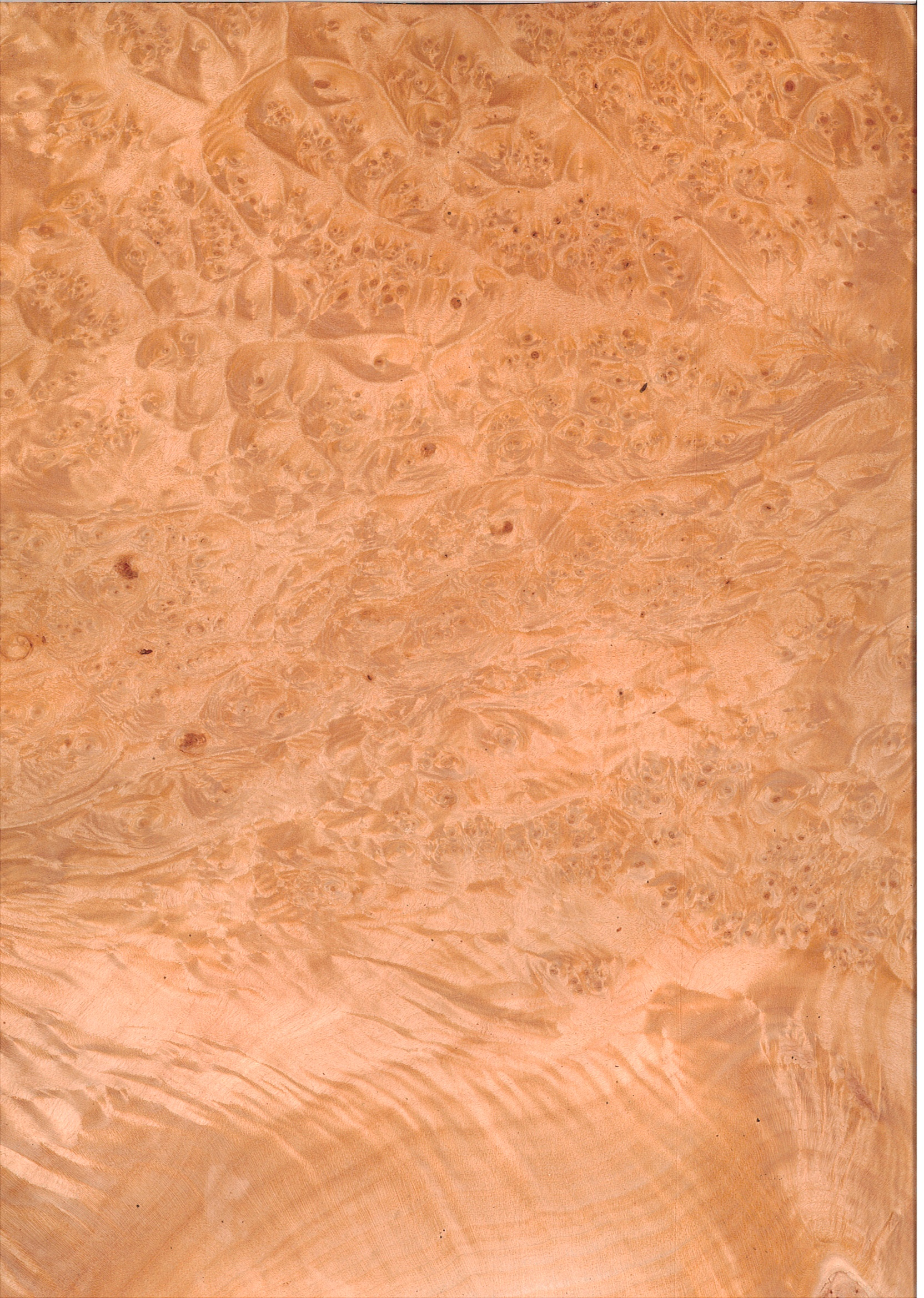
Hullámos, csomoros jávorfa

Fahibák a faanyag fajra jellemző alakjától, anatómiai szerkezetétől, színétől való eltérések. Általában a felhasználás szempontjából hátrányosak, de egyes fahibák esztétikai értelemben előnyösek is lehetnek, például a hullámos rostúság vagy a csomorosság.
- Alaki hibák a sudarlósság, tővastagodás, ormósság, görbeség, villásnövés.
- Felépítési hibák a nyomott- és húzottfa, évgyűrűtorzulás, hullámos rostúság, egyenlőtlen évgyűrűszélesség, csavartrostúság, csavarodott növés, csomorosság, göcsösség, gyantatáska, elgyantásodás.
- Szöveti elváltozások: rendellenes gesztképződés, álgeszt, fagy-álgeszt, kettős szíjács, fagyléc, fagyrepedések.
- Károsítók okozta fahibák: baktériumok, farontó gombák okozta felületi elszíneződés, kékülés, fülledés, korhadás, a fagyöngyfélék kártétele, a rovarok kártételei.
- Térfogatváltozás okozta fahibák a vetemedések – teknősödés, görbülés, kajszulás – és a repedések.

## A faanyag előállítása

### Fakitermelés

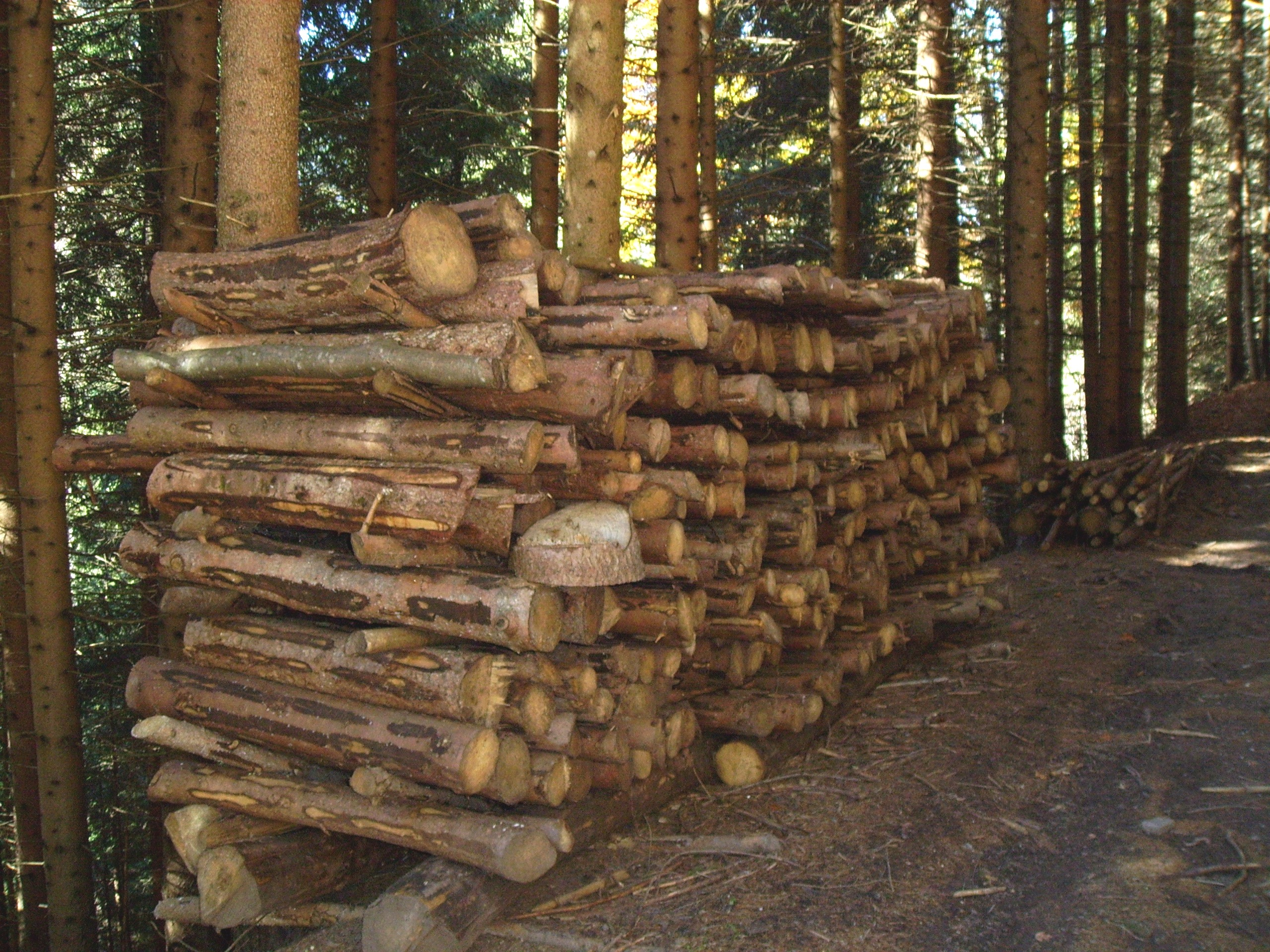
Fakitermelés

Azt az életkort, amely egy bizonyos „véghasználatra”, kivágásra szánt faállomány korát jellemzi, vágásérett kornak nevezzük. Ez a kor fafajtól, termőhelytől és a felhasználás céljától függően évtizedekben vagy néha évszázadokban mérhető.
A fakitermelés során a fa mint élőlény elpusztul, de értékes, sokoldalúan használható nyersanyagként születik újjá.
A fakitermelésnek főbb munkaműveletei a fa kidöntése, gallyazása, az úgynevezett erdei választékok létrehozása. Ide sorolható ezeken kívül a fa közelítésével és erdei szállításával kapcsolatos műveletek összessége is. A fa kidöntésének két fő módja a hajkos és az irtásos döntés. A kettő között a lényegi különbség, hogy az előbbinél a tuskó a földben marad, míg az utóbbinál a fát tövestől termelik ki.

### Előkezelés
A kitermelt élőnedves fa víztartalmát szárítással kell lecsökkenteni a felhasználás helyének megfelelő értékre. Ez egyrészt javítja a faanyag mechanikai tulajdonságait, fokozza ellenálló képességét, másrészt a zsugorodás során a fa elnyeri nagyjából véglegesnek tekinthető geometriai méreteit. A nedvességtartalom elvesztése közben az eltérő zsugorodás miatt a fában feszültségek keletkezhetnek, amik repedésekhez, deformációkhoz vezethetnek. Ezt kíméletes, lassú természetes szárítással lehet elkerülni. Ilyenkor a fát máglyába rakják, és nyitott, levegős, de a csapadéktól védett helyen tartják. A száradási időtartam ez esetben a fafajtól, az anyag vastagságától, az időjárástól, a máglyázási módtól függően hónapokig, évekig, egy évtizedig is tarthat. A mesterséges szárítás jóval gyorsabb, zárt térben, magasabb hőmérsékleten, néha 100 °C fölött, száraz levegő áramoltatása mellett történik. A mesterséges szárítást is meg kell, hogy előzze hosszabb-rövidebb idejű természetes szárítás.
Gőzöléssel a fa átmenetileg megpuhítható, hogy késelésre, hámozásra, hajlításra alkalmas állapotba kerüljön. Ám a gőzölésnek egyéb, maradandó hatásai is vannak: elpusztítja a fában élő rovarokat, gombákat, kilúgozza a számukra táplálékul szolgáló anyagok egy részét, kiegyenlíti az anyagban lévő feszültségeket, csökkenti a vízfelvevő képességét. A fa ezáltal ellenállóbbá, stabilabbá válik. A gőzölés a fa színére is rendszerint jó hatással van. Gőzölőkamrákban, atmoszferikus vagy túlnyomásos gőztérben történhet, de a fa vízben való főzése is hasonló eredményre vezet.

### Faválasztékok

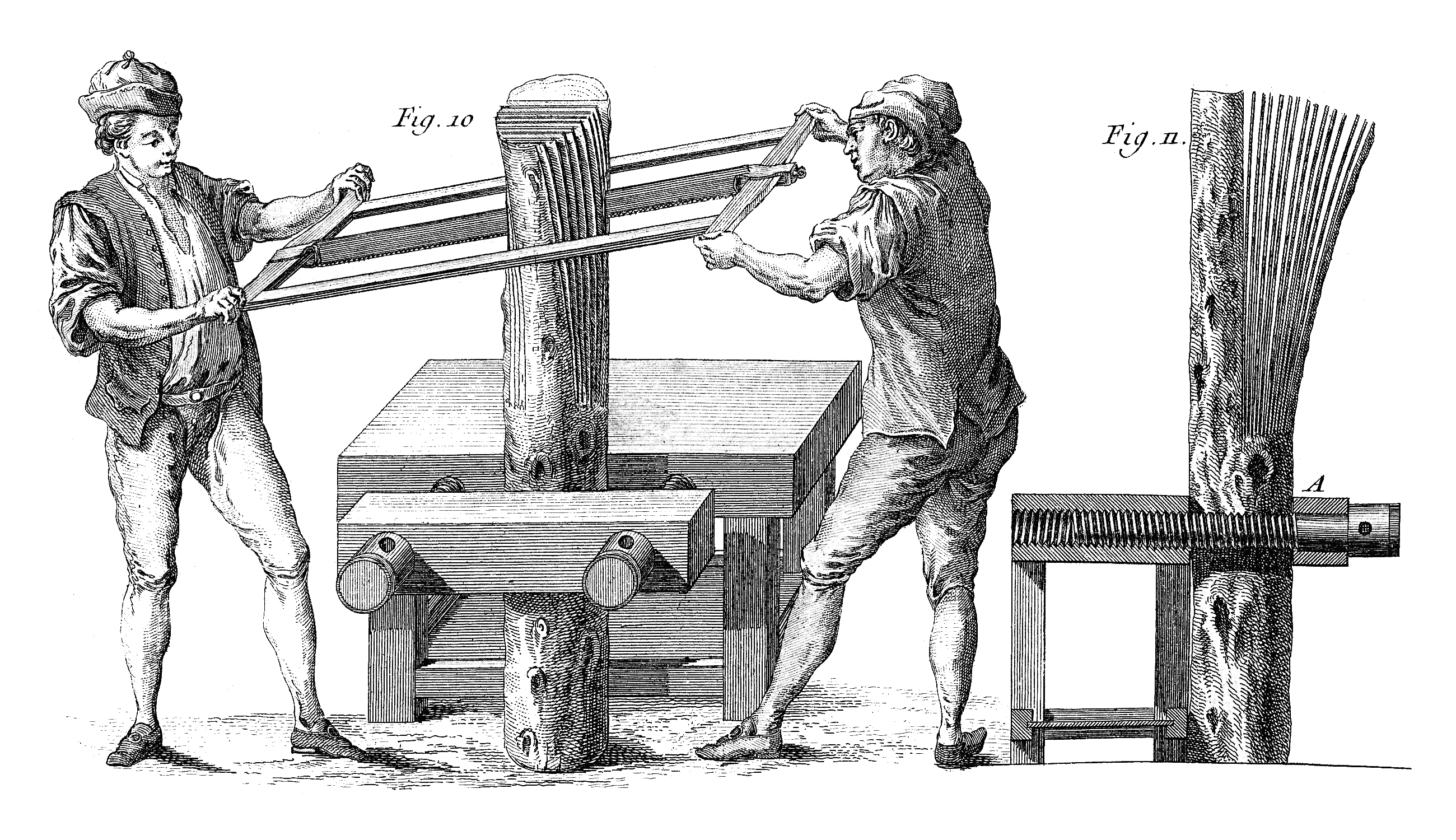
Furnér fűrészelése a 18. században

A faválaszték a különböző alakú, méretű, rendeltetésű fa nyersanyagok gyűjtőfogalma.
Erdei faválasztékokA fakitermelés helyén, a kidöntött fatörzs darabolásával, faragásával, hasításával készített, közvetlenül feldolgozható fatermékek, illetve tűzifaválasztékok. A szálfa oldalágaitól, elvékonyodó csúcsától megszabadított fatörzs. A rönk 2 méternél hosszabb, 12 cm-nél nagyobb átmérőjű gömbfa (az erdőből kitermelt, gömbölyű faanyag). Ha 2 méternél rövidebb, de 50 cm-nél hosszabb, akkor kivágás, ha vékonyabb, rúdfa a neve. A faragott gerenda 10–20 cm-es négyzet keresztmetszetűre alakított rönk. Állványfa, cölöpfa, bányafa, szőlőkaró, kerítésoszlop és -léc, a tűzifák különböző típusai tartoznak még ebbe a kategóriába.
Fűrészipari választékokMás néven fűrészáruk. A fa hosszanti fűrészelésével előállított termékek, melyeknek legalább két oldala párhuzamos. Ha csak két oldala van fűrészelve, akkor szélezetlen, ha a többi is, szélezett fűrészárunak nevezzük. A 12–40 mm vastag és legalább 60 mm széles fűrészárut deszkának, az ennél vastagabbat, vastagsága kétszeresénél szélesebbet pallónak, a deszkánál keskenyebbet lécnek hívjuk. A zárléc vagy heveder szélessége és vastagsága is 48–100 mm között van, de egyik méret sem nagyobb a másik kétszeresénél. A gerenda hasonló profilú, de 100 × 100 mm-nél nagyobb keresztszelvényű.
Furnérlemezipari választékokA furnér 0,2–8,0 mm közötti vastagságú falap. Késeléssel és hámozással, ritkán fűrészeléssel állítják elő. A színfurnér bútorok és egyéb fatermékek dekoratív borítására, a vakfurnér a színfurnér borítás alá alapozásként szolgál. A késelt furnér elsősorban színfurnérnak alkalmas, a hámozott furnér főként vakfurnérként és a rétegeltlemez-gyártás alapanyagaként hasznosul, míg a fűrészelt furnér bútorjavításra, hangszerkészítésre, intarziakészítésre használható. A rétegelt lemez páratlan számú, egymásra merőleges rostirányú furnér összeragasztásával készül. A bútorlap összeragasztott puhafa betétlécekből és az azokat két felületükön borító vastag furnérból készül.
Farostlemez és forgácslapAz egyéb célra fel nem használható farészek aprításával és préselésével a természetes fát helyettesítő anyagok állíthatók elő. A farostlemez mechanikai vagy vegyi eljárás által feltárt farostból kötőanyaggal vagy kötőanyag nélkül hősajtolással készül. A faforgácslap eltérő tulajdonságú fafajok forgácsának meghatározott arányú keverésével, hősajtolással készül. Az elemi forgácsok összeragasztásához hő hatására gyorsan megszilárduló műgyantákat használnak. A faforgácslap készülhet még cement kötőanyaggal is.

### A fa védelme
A faválasztékok természetes tartóssága a felhasználásuk, beépítésük előtt alkalmazott védőkezeléssel megnövelhető. Ha a fa már fertőzött, a kezelést a károsítók elpusztítása után kell alkalmazni. A fát lehetőleg meg kell védeni
- a farontó gombáktól fungicidek,
- a rovaroktól inszekticidek segítségével,
- a tűztől gyúlékonyságot, égést csökkentő, lángmentesítő anyagok használatával.

A kátrány és az ásványolajok gombák és rovarok ellen alkalmazhatók nedves helyeken, bányában, vasúti talpfákon, távíróoszlopokon. Zárt térben a vízben oldódó szervetlen higany-, cink-, réz- és bórvegyületek is hatásosak. Vannak olyan szervetlen vegyületek, amelyeknek keverékei a fába jutva nehezen oldható sókomplexeket alkotnak, így nedvességnek kitett helyen lévő anyag esetén is használhatók. A réz-naftenát, a klór-naftenát és a penta-klór-fenol szintén alkalmasak a nedvesség károsító hatásainak kivédésére.
Ezeket az anyagokat sokféle eljárással lehet a faanyagok felületére, belsejébe juttatni. Mázolás, szórás, mártás, áztatás esetén a pórusokban ható kapilláris erőket lehet erre a célra felhasználni, de zárt térben túlnyomás, vákuum alkalmazásával, diffúziós, nedvkiszorító eljárásokkal a védőszereknek a fába való behatolása tovább növelhető.

## A fa mechanikai feldolgozása

### Megmunkálás

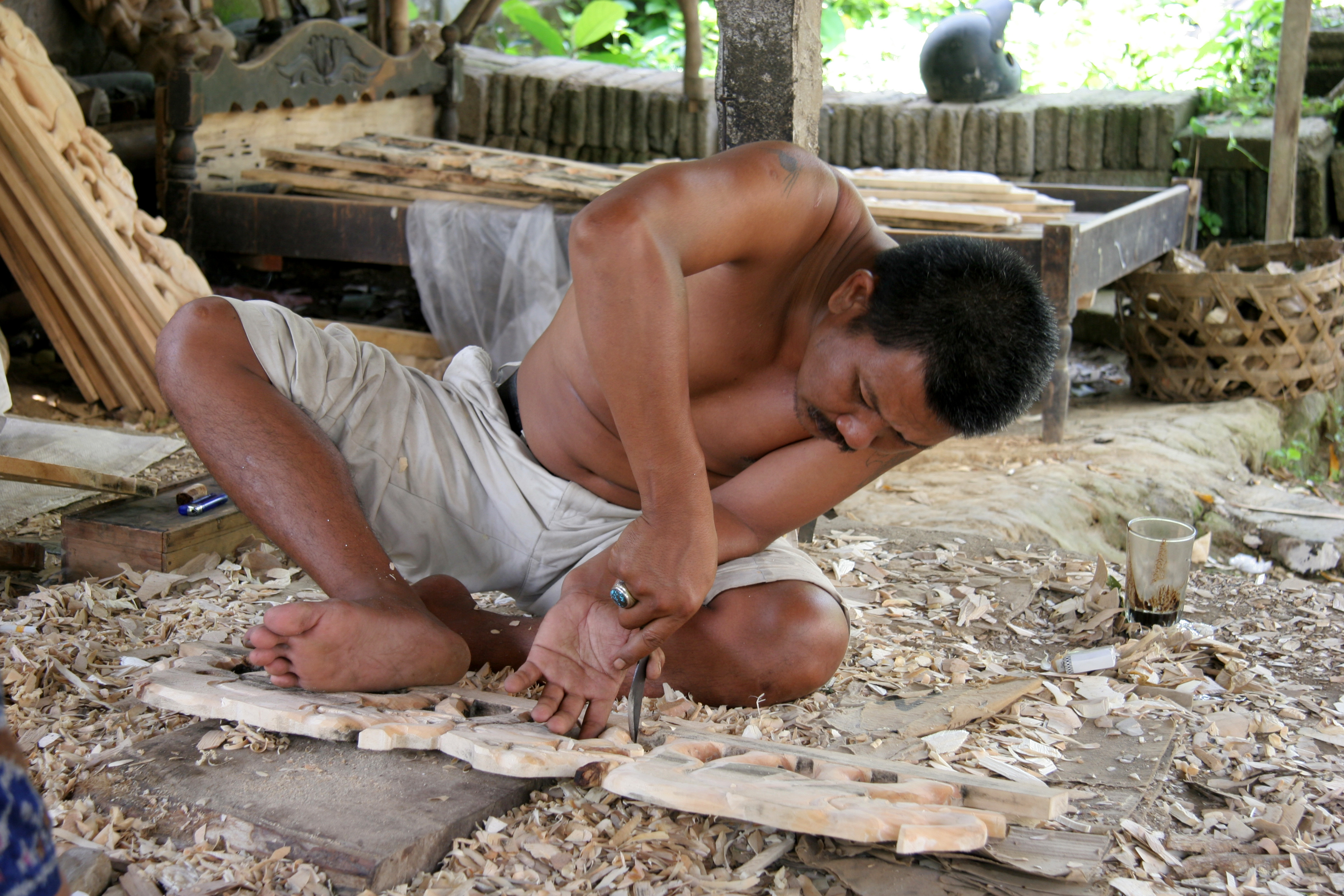
A fa forgácsoló megmunkálása Bali szigetén

A fa mechanikai megmunkálásában forgácsoló és forgácsmentes eljárásokat különböztetünk meg. A fa forgácsoló alakításakor az alakítandó darabról a fölösleget éles forgácsoló szerszámok segítségével forgács formájában választják le, szemben a forgácsmentes alakítással, aminek során nem történik forgácsveszteség. Forgácsoló eljárások a fűrészelés, vésés, gyalulás, fúrás, esztergálás, marás, kaparás, reszelés, csiszolás. Forgácsmentes eljárás a hajlítás, a tömörítés, a préselés. Határeset az, amikor az előállított termék maga tekinthető forgácsnak, például a hasítás, késelés, hámozás, aprítás, köszörülés esetében. Ezeket az eljárásokat szintén a forgácsoló megmunkálás körébe szokás sorolni.
A fa megmunkálásánál – eltérően például a fémekétől – figyelni kell arra, hogy a rostos szerkezete miatt tulajdonságai erősen függenek a megmunkálás anatómiai irányától. Rendszerint az A, B és C főirányt különböztetik meg.
- A főirányú a megmunkálás a rostokra merőleges síkban, illetve irányban. Ennek erőszükséglete nagy, a forgácsolt felület durva.
- B főirányú a rostirányú forgácsolás. Ennek erőszükséglete kevesebb, mint az A főirányú munkáé, a felület minősége pedig jobb.
- C főirányú a harántirányú, a rostok síkjában végzett, de azokra merőleges irányú megmunkálás. Ennek erőszükséglete csekély, a forgácsolt felület minősége az A és B közötti.[11]

A fa forgácsolásakor nagy jelentősége van a szerszámok élességének, emellett gépi megmunkálásnál a forgácsolás, az előtolás sebességének is; utóbbiak rossz megválasztása az anyag szakadozásához, égéséhez, egyéb hibákhoz vezethet.

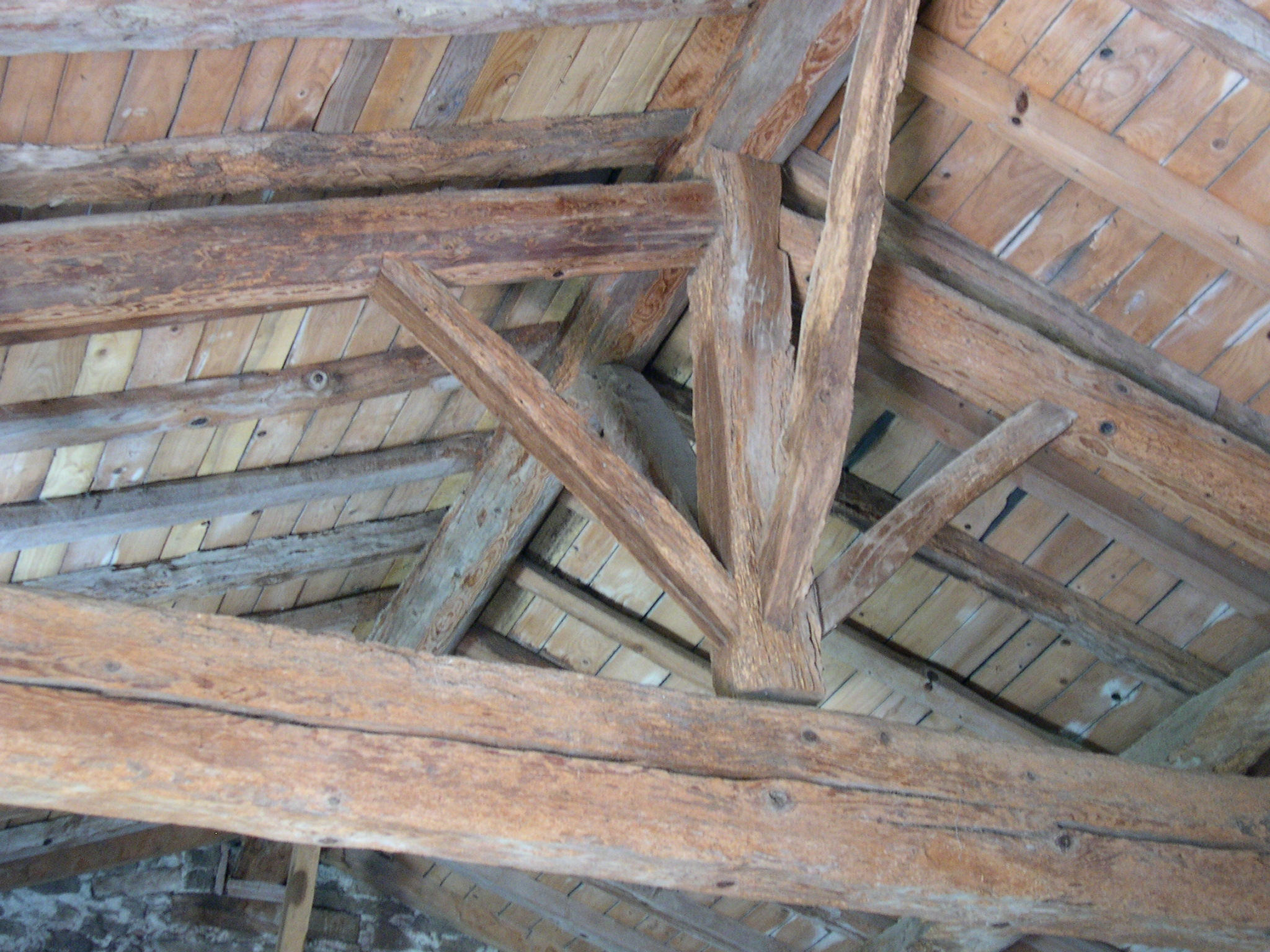
Különböző fakötések egy tetőszerkezetben

### Rögzítés
A fa méretei – főleg rostjaira merőleges irányban – korlátozottak, ezért nagyobb tárgyakat, szerkezeteket fából csak több darabból, szilárd vagy oldható rögzítésekkel, kötésekkel lehet elkészíteni.
A fakötések lényege, hogy az egymáshoz rögzítendő faalkatrészek illeszkedő részeit úgy alakítják ki, hogy minél nagyobb felületen, minél szervesebben, teherbíró módon csatlakozhassanak. Feladatuk szerint lehetnek hosszabbító (toldó), szélesítő, sarok-, közbe- és keresztkötések, lapbakötések stb. Megoldásuk, kialakításuk szerint lehetnek lapolások, egyenes vagy fecskefarkú beeresztések, csapozások, fogazások.
A legtöbb faanyag ragasztással nagyon jól rögzíthető. A ragasztás műveletei: a felületek pontos illesztése, megtisztítása, a ragasztóanyag felvitele, a ragasztott felületek összepréselése, pihentetése. Hagyományos faragasztók a bőrből, csontból készített, tökéletesen illeszkedő felületeken nagyon erős kötést adó, meleg glutinenyvek. Ezek fő hátránya, hogy jó eredményt csak a frissen készített enyvvel érhetünk el, és csak száraz környezetben tartós. A tej fehérjetartalmából készült hideg kazeinenyv nagyobb nedvességingadozást is elvisel. Elsősorban ipari célra gyakran használnak meleg eljárással nagyon gyorsan kötő karbamid–formaldehid-gyantát. A poli(vinil-acetát)-alapú, vizes diszperziós faragasztó, közismert nevén a fehér enyv (poli-vinil-acetát) nagyon kényelmesen használható, és szinte minden szempontból helyettesítheti a meleg enyvet. Tartós nedvesség hatására azonban megduzzad, ilyenkor kötőereje csökken. Fa ragasztására többek között még kontaktragasztók, epoxiragasztók, ciánakrilát alapú pillanatragasztók is használhatók.
A fa rögzítéséhez használnak fém kötőelemeket is, szögeket, ácskapcsokat, facsavarokat, vasalásokat, a hordók, kádak dongáinak összeszorításához abroncsokat stb. is. Ezek használatához célszerű ismerni az adott fa szög- és csavarállóságát, vagyis hogy a szög, csavar mennyire kötődik a hozzá, mekkora terhelést bír ki.

### Felületkezelés
A felületkezelés célja a fa színének, fényének ízlés szerinti megváltoztatása, illetve az anyag megvédése a környezet hatásaitól. A fa színe halványítással, színezéssel, pácolással változtatható meg; ellenállóbbá, fényesebbé viaszok, olajok impregnálásával vagy a felületen megkeményedő filmképző anyagok segítségével, festéssel, lakkozással tehető. A felületkezelésre használt anyagokat dörzsöléssel, mártással, ecseteléssel, szórással vihetjük fel. Festésre, lakkozásra a felületet előbb csiszolással, pórustömítéssel kell előkészíteni, ami után több, vékony rétegben, azok száradási idejét figyelembe véve hordjuk fel az anyagokat. Tükörfényes felületet a megkeményedett lakkréteg csiszolásával, polírozásával állíthatunk elő.

## A fa kémiai hasznosítása

### Az élő fák váladékai

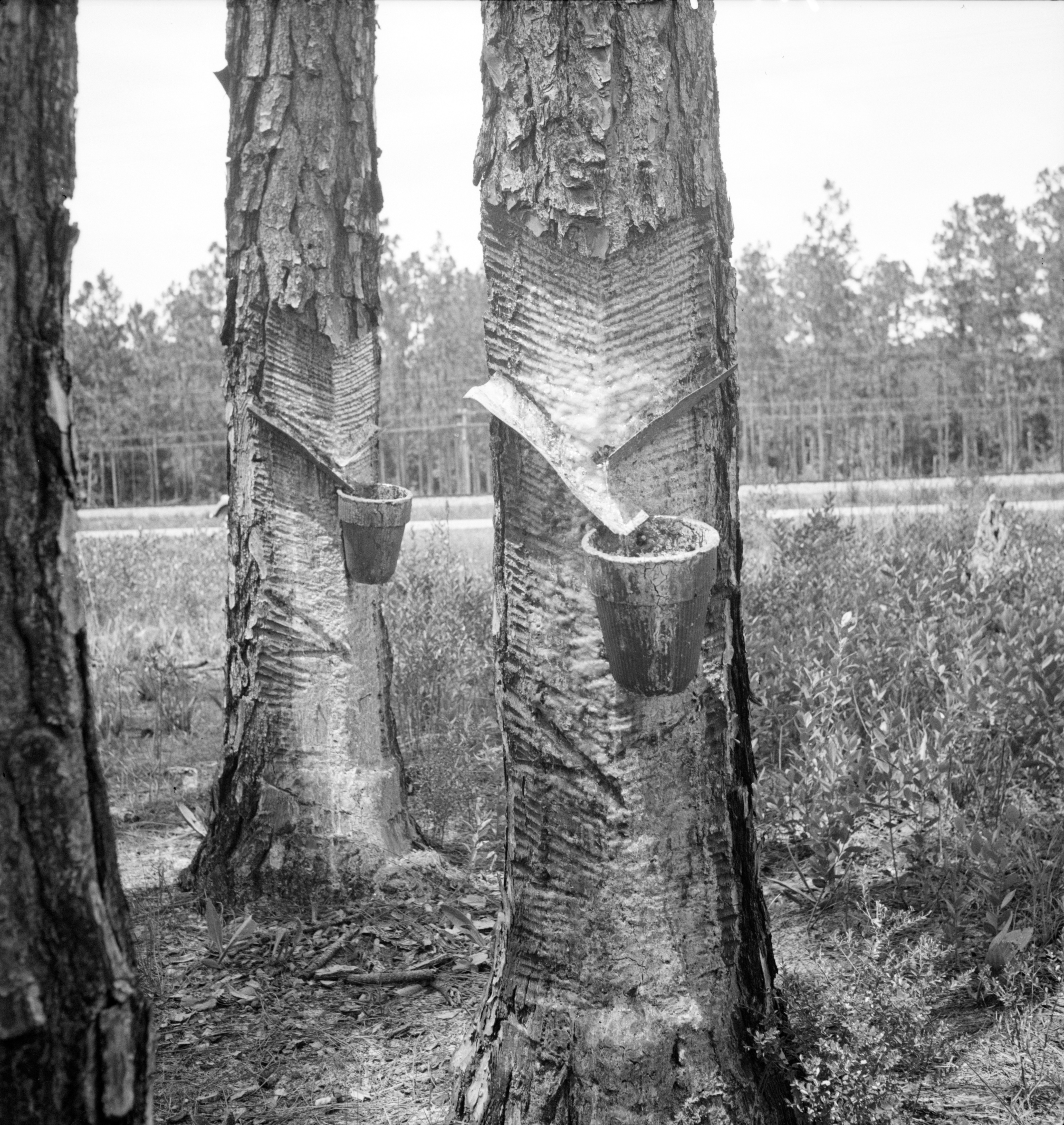
Fenyőgyanta kinyerése

Az élő fák hasznosításának egyik módja a gyanta kinyerése. A legjelentősebb a fenyőgyanta a terpentin; az ebből, a terpentinolaj elpárologtatása után visszamaradó szilárd anyag a kolofónium. A balzsamtartalmú trópusi fákból nyert anyagok a gyógyászat, a kozmetikai ipar, a lakk- és festékipar nyersanyagai. Ilyen a benzoe, a szandarak, a damár, a kopál, a masztix stb. Egy fatörzs évente 1–4 kg nyersgyantát adhat. Fontos ipari nyersanyag még az egyes trópusi fákból nyerhető latex – ez kaucsukot tartalmaz, ami a gumigyártás alapanyaga – és a gumiarábikum, amiből ragasztóanyag készül.

### A fa mint tüzelőanyag
A fa éghető anyag. Elégetése a hőenergia előállításának egyik legősibb módja, és a világ nagy részén ma is nélkülözhetetlen a fűtéshez, főzéshez, egyes háziiparokhoz.
A felmelegített fa 100 °C fölött gázokat kezd kibocsátani, és ezek 220–290 °C között nyílt láng hatására lángra lobbannak, de az anyag tartósan még nem ég. 350–470 °C között a távozó gázok már külső láng nélkül is meggyulladnak: ez a gyulladási pont. Az égés folyamán a hőmérséklet folyamatosan nő, tartós fatüzelésnél 800–1100 °C-ig. A száraz fa fűtőértéke (14–16 MJ/kg) mintegy fele a kőszénének, de mivel kénmentes, a környezetet kevésbé károsítja. A fa megújuló, de legalábbis megújítható energiaforrás.
A tüzelőanyagként használt fa, a tűzifa mennyiségét a kereskedelemben kétféle módon szokás mérni: tömege alapján mázsában, vagy térfogata alapján erdei köbméterben. Egy mázsa (jele: q) = 100 kg, de fontos tudni, hogy a fa tömege nagyon erősen függ a nedvességtartalmától, ezért leggyakrabban élőnedves fára vonatkozik. A tűzifa térfogatának mérésekor az okoz nehézséget, hogy az a fűrészárutól eltérően szabálytalan formájú, nem lehet úgy összerakni, hogy a teret kitöltse. Az erdei köbméter emiatt gyakorlatilag legtöbbször 1,7 köbmétert, 1×1×1,7 métert jelent, ami például 1 méteres hosszra vágott fából 1,7 méter magasra rakott sarang 1 méter hosszan. Ez megfelel nagyjából 10-12 q élőnedves keményfának.
A fa égése után visszamaradó szilárd anyag a hamu. A régi szappanfőzők, kelmefestők, fehérítők, cserzők lúgot készítettek belőle. Nagy mennyiségben használtak fahamut a hamuzsír, vagyis kálium-karbonát előállítására: ez volt az üveg, a szappan, a feketelőpor gyártásának egyik fontos alapanyaga.

### A fa száraz lepárlása
A száraz lepárláshoz a fát zárt térben 430 °C-ig hevítik, hogy az anyagát alkotó szerves vegyületekből szenet és egyéb bomlási termékeket nyerjenek.

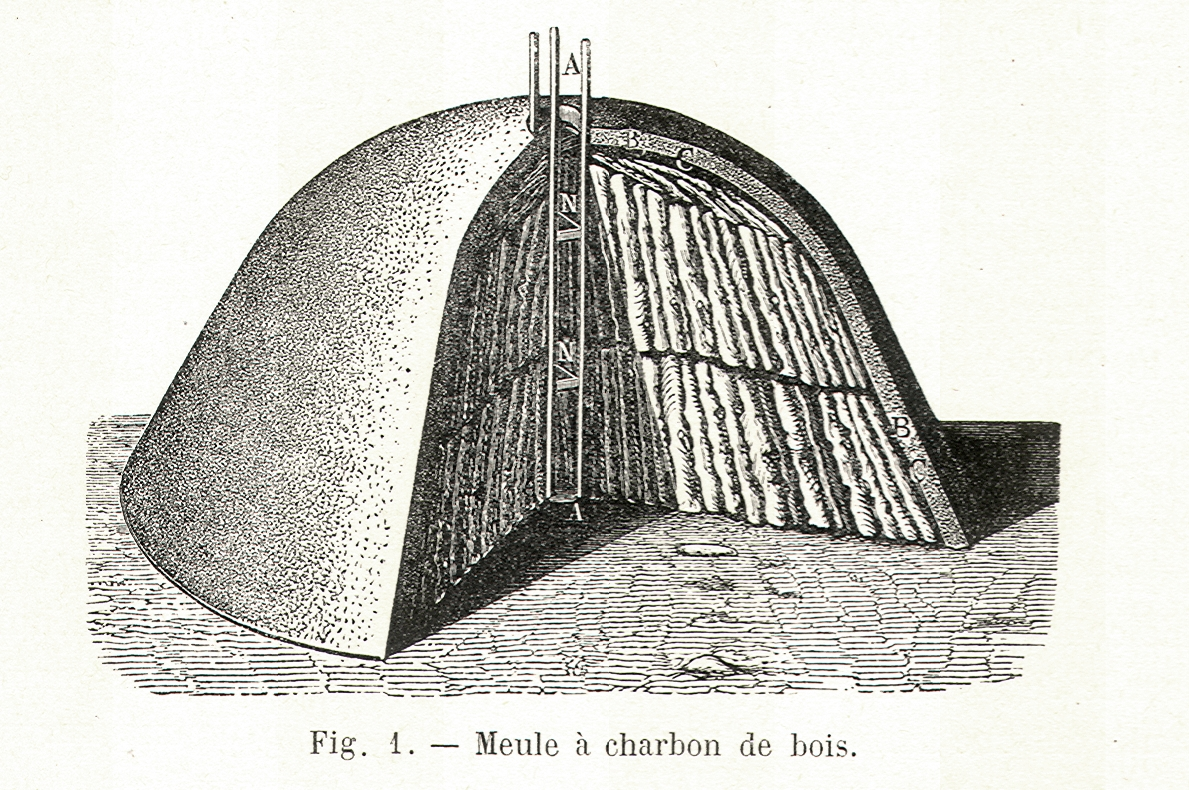
Szénégető boksa felépítése

A fa lepárlásának hagyományos módja az erdei szenítés, szénégetés. A hasábokra darabolt fát szabályos rendben szorosan egymás mellé és egymásra állítgatják, lehullott falevelekkel, majd földdel betakarják. Ez a boksa. Belsejében üreget hagynak, és azt gyúlékonyabb anyaggal, forgáccsal, fahulladékkal töltik ki. A boksát a tetején gyújtják be. A fa lassan, füst nélkül, gőzölögve, 8–12 napig izzik, majd eloltják; az elkészült faszenet zsákokba töltik. Régen lakatosok, bádogosok fémek izzításához vásárolták, és ezzel fűtötték a régi vasalókat is. Ma már leginkább csak grillezéshez használjuk.
Így, boksaszenítéssel csak faszenet állíthatunk elő, a fa többi alkotórésze veszendőbe megy. Ezzel az eljárással egy köbméter bükkfából 130–140 kg faszén nyerhető. A fát vándor- vagy állandó retortában lepárolva abból egyéb termékeket: metanolt, ecetsavat, hangyasavat, kátrányt is kinyerhetünk.
Egy köbméter bükkfa lepárlásával retortában
- 190–200 kg faszenet,
- 50–60 kg kátrányt,
- 30–38 kg ecetsavat,
- 11–12 kg metanolt állíthatunk elő.[16]

### Cellulózgyártás
A cellulóz fontos ipari nyersanyag: papír, papírvatta, mesterséges szálasanyagok, celofán, robbanóanyagok, lakkok alapanyaga. A száraz fa átlagos cellulóztartalma 55%, amibe 25% lignin épült be. Feltárásához a fát aprítják, majd vegyszerekkel nyomás alatt főzik, hogy az inkrusztáló anyagok kioldódjanak belőle, utána bizonyos esetekben fehérítik is. Aszerint, hogy a feltáráshoz kalcium-biszulfitot, nátrium-szulfátot vagy nátrium-hidroxidot használnak-e, megkülönböztetjük a szulfit-, szulfát- és nátroncellulózt. Ipari célra a legalkalmasabb cellulózforrás a lucfenyő, de sok más tűlevelű és lombos fafaj is megfelel erre.

### Cserző- és színezőanyagok
Az élő fa cserző- és színezőanyagok kiválasztásával növeli tartósságát, a kártevők elleni ellenálló képességét.
A cserzőanyagok, a csersavak a kéregben, a fatestben, a gyökérben, gubacsokban halmozódhatnak fel. Kinyerésükhöz a felaprított növényi részeket lágy vízzel kilúgozzák, majd az oldatot besűrítik. Nyersbőr cserzésére használják, vagyis arra, hogy a bőrt a víznek, a rothadásnak ellenálló anyaggá tegyék.
Régen a színezőanyagok festőfákból való kinyerése fontos iparág volt, mára az olcsó szintetikus festékek miatt jelentősége csökkent. A vörös színű festéket szolgáltató brazilfa (Caesalpinia echinata, börzsönyfa, pernambuco) Brazília névadója lett.

## A fa szólásokban
- Kemény fából faragták: szilárd, határozott egyéniség, hajlíthatatlan jellem.
- Fából vaskarika: képtelen, lehetetlen dolog, logikai ellentmondás.
- Rossz fát tesz a tűzre: csínyt, tiltott dolgot követ el.
- Fát lehet vágni a hátán: végtelenül türelmes, elnéző.
- Fabatkát sem ér, nem ér egy fagarast sem: teljesen értéktelen.
- Nagy/kemény fába vágta a fejszéjét: nehéz, erejét szinte meghaladó vállalkozásba fogott.
- Ordít, mint a fába szorult féreg: elkeseredetten, kétségbeesetten, kegyetlenül ordít, üvölt.[18]

### Magyarul
- Will Pryce: Fa a világ építészetében; ford. Béresi Csilla; Kossuth, Budapest, 2005
- Szerényi István–Bársony István–Szerényi Attila: Ácsszerkezetek; Szega Books, Pécs, 2014
- Dr. Kovács Zsolt – Dr. Süveg József – Papp Tibor: A fa mechanikai megmunkálása[halott link]
- A fa, mint alapanyag
- Fafaragó suli
- Dr Tóth Sándor: Fafeldolgozás – Faipartörténet
- Winkler András: Örök társunk: a fa – Hetedhéthatár
- Program a gömbfa és deszka mérésére

### Angolul
- Wood Handbook – Wood as an Engineering Material
- Center for Wood Anatomy Research
- Exotic hardwood
- Ancient Egyptian Furniture and Woodworking